# おちょやん
『おちょやん』は、2020年度後期放送のNHK「連続テレビ小説」第103作で、2020年11月30日から2021年5月14日まで放送されたテレビドラマ。
上方女優の浪花千栄子の前半生を題材に、戦前から戦後の大阪で貧しく生まれた少女が女優を目指す生涯をフィクションで描く。脚本は八津弘幸、主演は杉咲花。

## 企画・制作

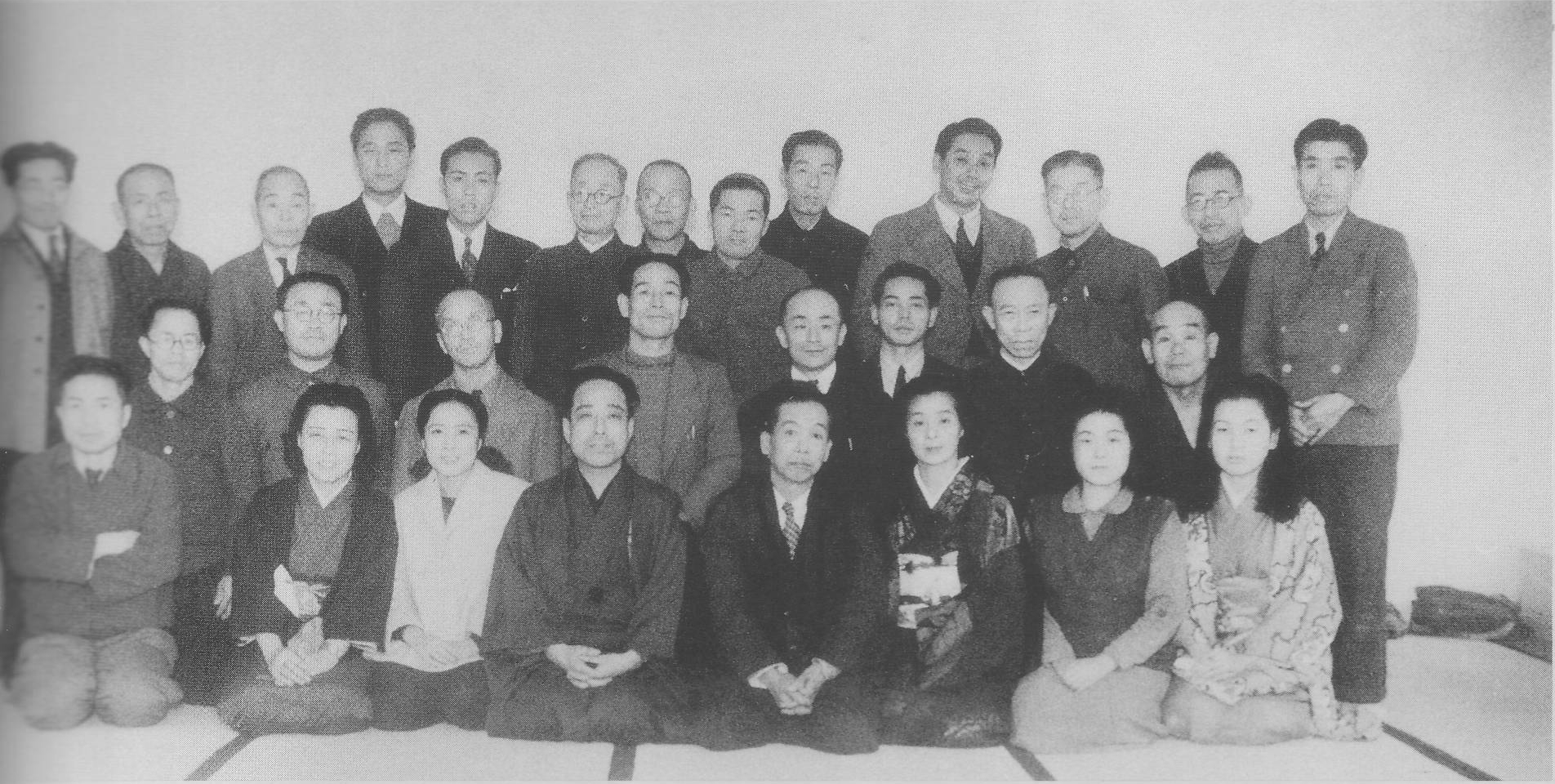
1948年・松竹新喜劇結成時の初代オリジナルメンバー。前列右から3人目が竹井千代のモデルとなった浪花千栄子

浪花千栄子は松竹新喜劇で活躍した上方女優で「大阪のお母さん」として親しまれた。NHK大阪放送局が制作した千栄子が出演するラジオドラマに着想を得て企画された。
「おちょやん」は茶屋や料亭などで働く「小さい女中さん」を表す「おちょぼさん」の大阪ことばである（ヒロイン・千代の名前にも掛けてある）。ヒロインの女中勤め8年間で描いた千栄子の女中奉公を、親しみやすさ、かわいらしさ、意地、誇りなどで象徴する言葉として作品名に採った。
脚本を担当する八津弘幸は「朝ドラの王道に遊び心も加えてこれまでとは違う、良い意味で進化する朝ドラをみなさんにお届けできたら」と語る。
大正から昭和の活気があふれる「大大阪」道頓堀の舞台で「チャーミングと力強さ」を演ずるヒロインは、20代前半で突出する演技力を評価された杉咲花が務めると2019年（令和元年）8月に決定した。杉咲は2016年度前期『とと姉ちゃん』以来の出演、主演は2018年度後期『まんぷく』から5作連続でオーディションを開催せずに指名された。
2019年10月30日に制作が発表され、ヒロイン以外の出演者は2020年（令和2年）2月28日と8月13日に発表された。語りは桂吉弥が担当し、黒衣役で登場人物にツッコミを入れつつ物語の解説役を務める。
2020年10月5日、主題歌は秦基博の『泣き笑いのエピソード』に決定したことが発表された。秦は曲本を読み込んで書き下ろしたという。
収録は2020年（令和2年）4月2日にクランクインしたが、新型コロナウイルス感染症の緊急事態宣言で4月7日以降は収録を見合わせ、6月24日に大阪府内のロケーション撮影で収録を再開し、杉咲は7月14日にNHK大阪放送局スタジオでクランクインすると同時に、タイトルロゴが完成した。以降はNHK「新型コロナウイルス感染を防止するためのドラマ制作マニュアル」に則り収録し、収録予定は大幅に遅延した。7月時点では「台本変更や放送期間短縮などは検討していない」とされていた。
9月8日、「全体の放送回数は未定であるが放送開始は11月30日」と発表され、第1週試写会が11月2日に催された。その後、2021年（令和3年）2月10日に「5月15日が最終回で回数は全115回となる」ことが同局から発表された。
4月14日、クランクアップ。
5月6日、ヒロインのバトンタッチセレモニーを実施。
7月15日をもって、公式サイト閉鎖。

### ロケ地など
大阪府河内長野市
清水の森-千代が生まれ育った南河内の村。
滋賀県 豊郷町
豊郷小学校旧校舎群-千代が通った小学校
滋賀県東近江市
愛知川河川敷-奉公に出る千代がテルヲと別れた河川敷。
滋賀県野洲市
ビワコマイアミランド-幼い一平が母と一緒に海を眺めるシーン
滋賀県大津市
三井寺光浄院客殿-京都・嵐山の旅館「夕凪」

#### ロケ地ギャラリー

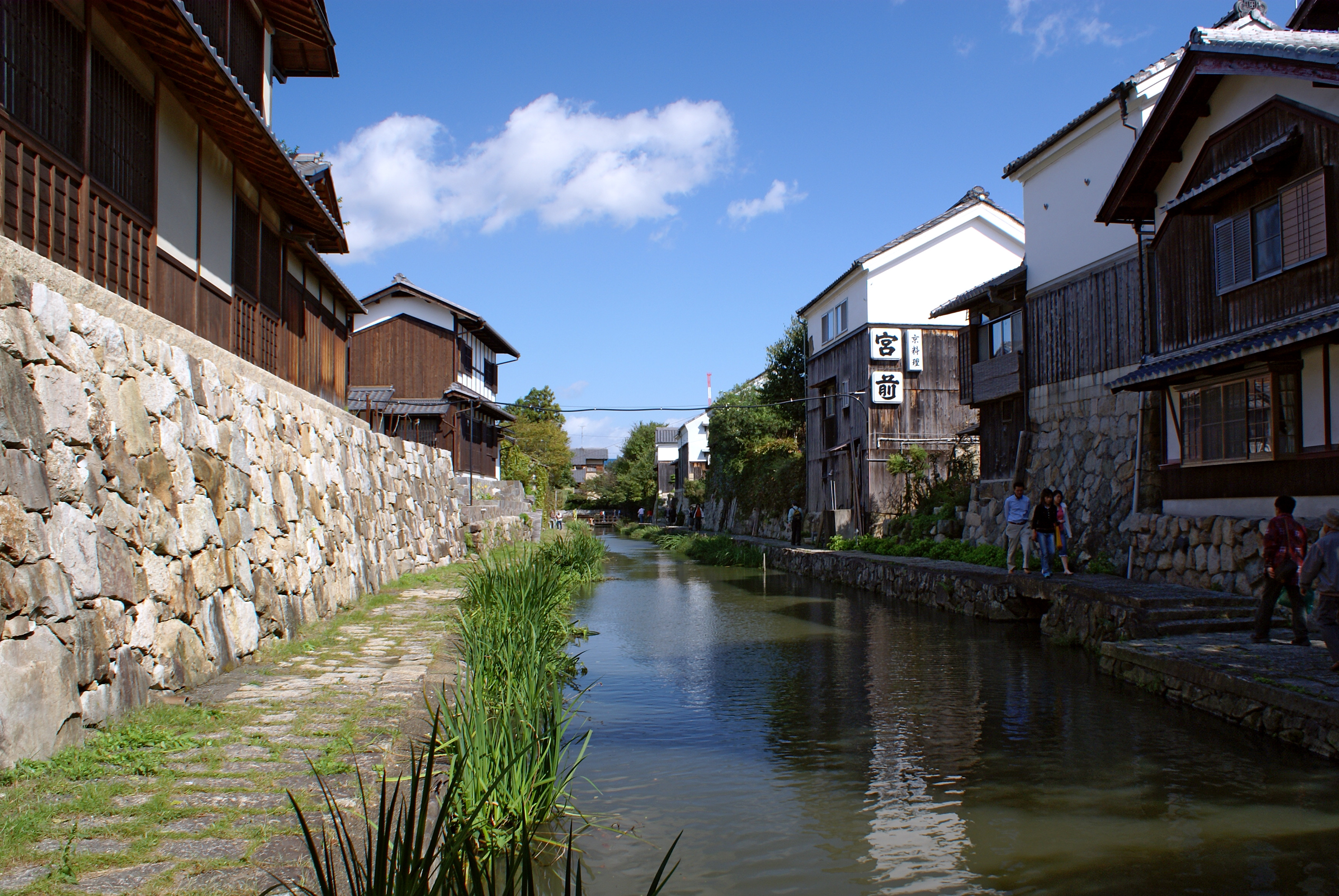
八幡堀（道頓堀川河川敷）
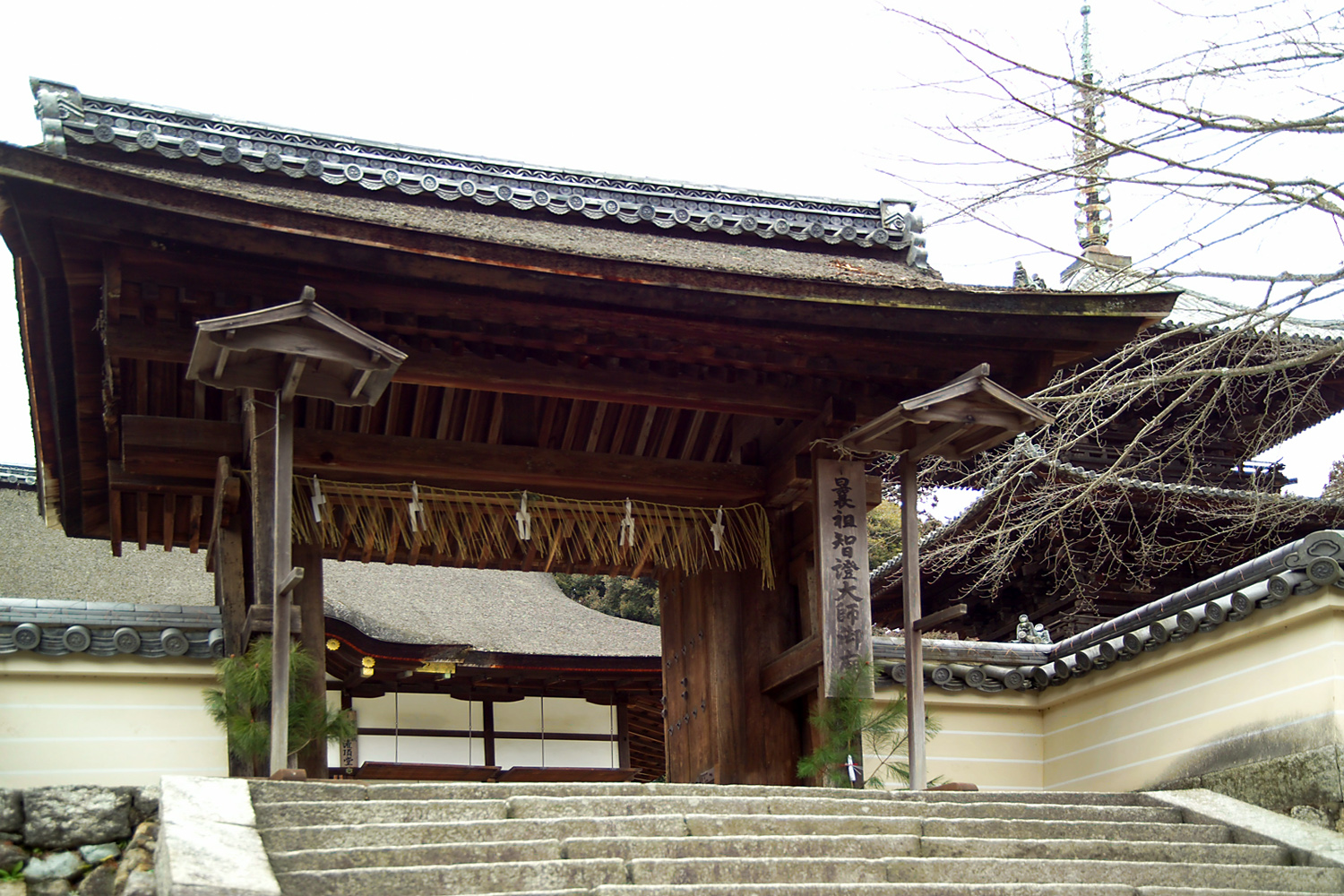
三井寺・四脚門（シズからクビを言い渡された千代が発見された山門）
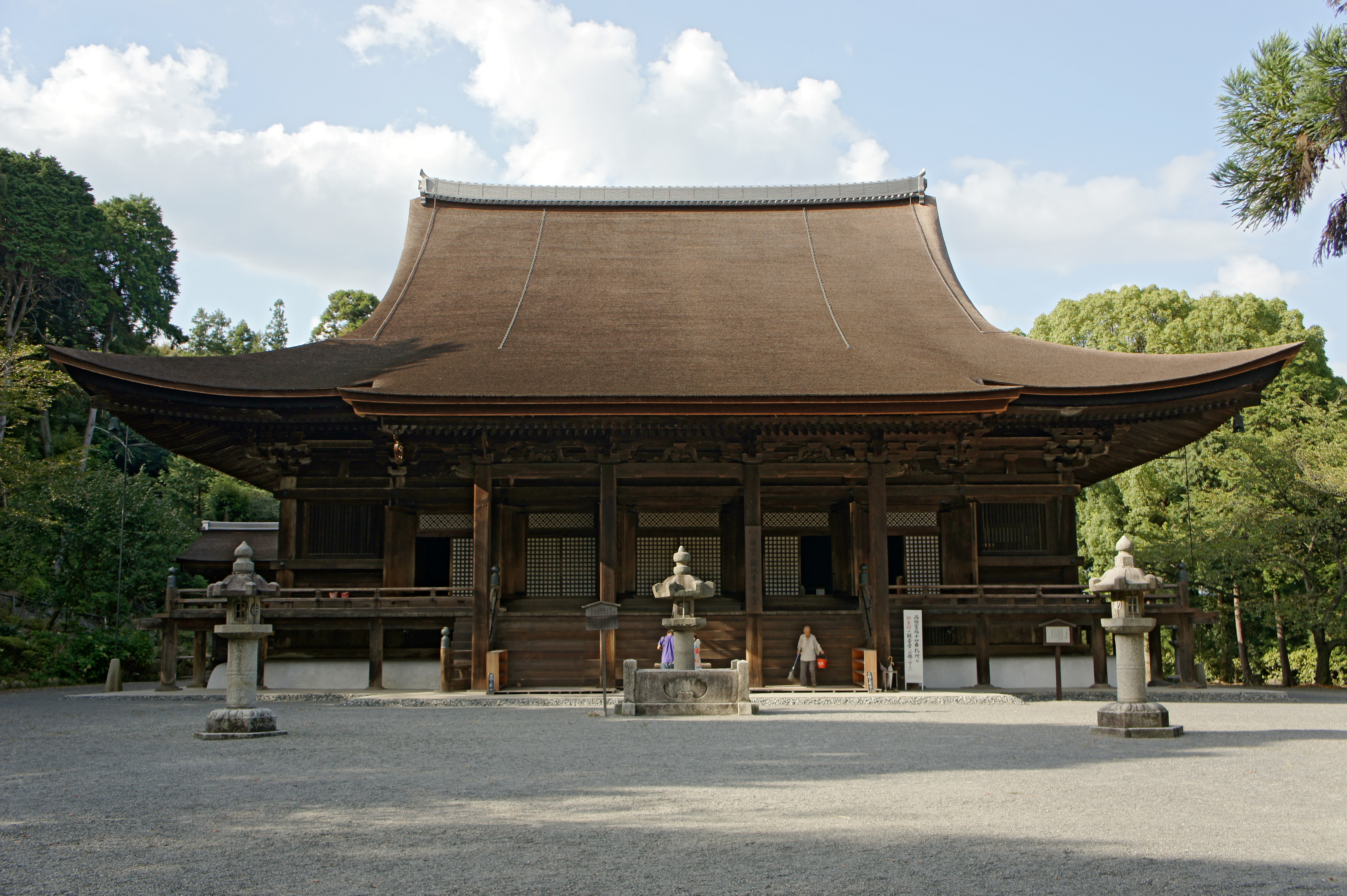
三井寺（シズと延四郎が語らい合った神社）
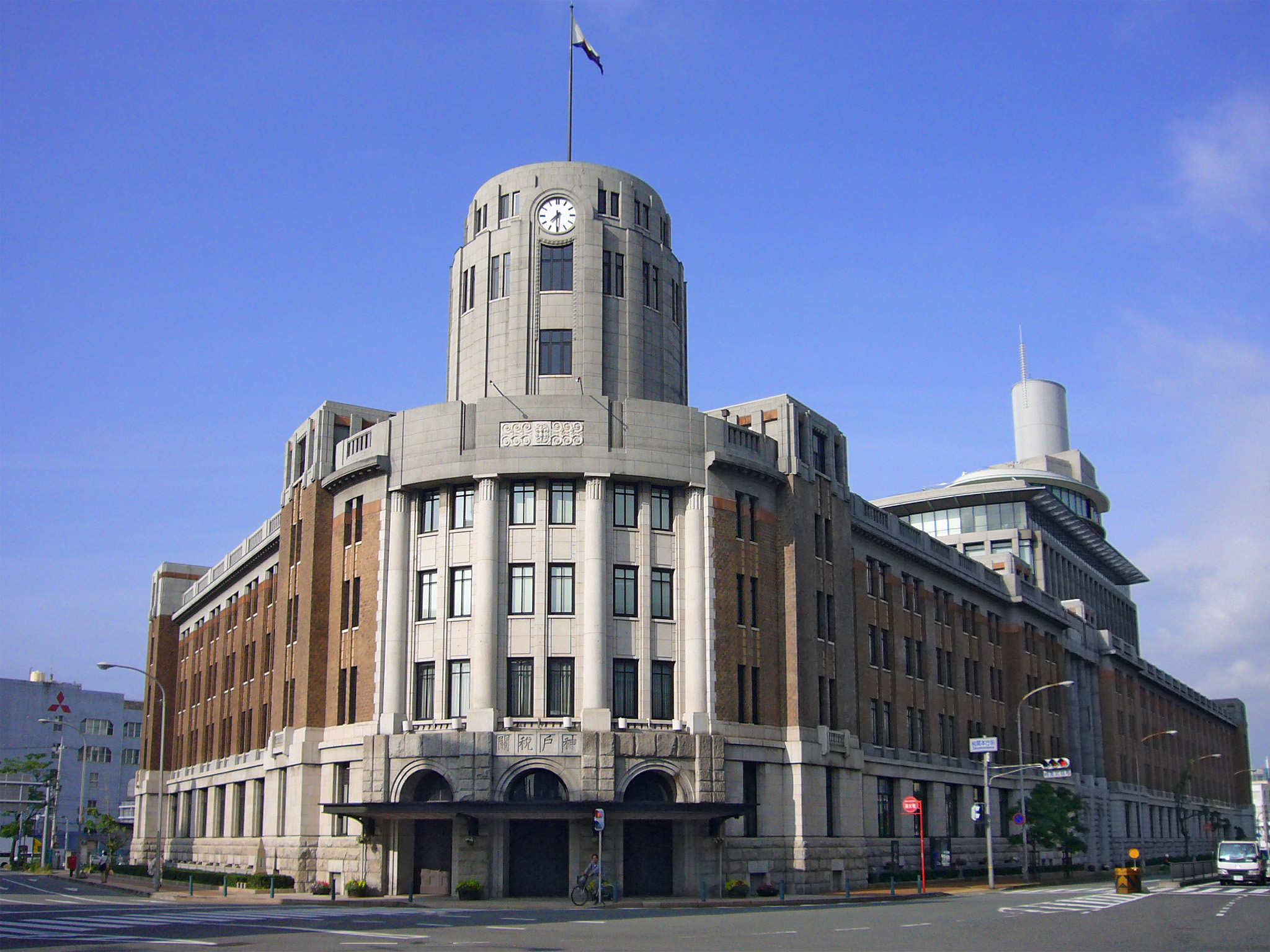
神戸税関 (鶴亀本社ビル）

## あらすじ

### 生家・河内編
大正5年（1916年）、大阪の南河内で小さな養鶏場を営む貧しい家に生まれ育った9歳の竹井千代は、酒浸りで働かない父・テルヲと弟・ヨシヲの3人暮らし。5歳の時に実母のサエを亡くして以来、弟の面倒を見ながら家事と仕事をこなす日々で小学校にも通えなかった。ある日、テルヲが新しい母・栗子を連れて来るが、仕事も家事もせず子供たちに冷たい栗子と千代は折り合いが悪くなる。身重の栗子は、千代とヨシヲを口減らしに奉公に出し、テルヲと生まれてくる実子と3人で暮らそうと画策していた。それを知った千代は、ヨシヲを連れ家を出ると啖呵を切るが、実母を覚えていないヨシヲが栗子を母として慕っていると気付き、ヨシヲの養育を栗子に懇願し、独りで道頓堀の芝居茶屋に奉公に出ることにする。「栗子が機嫌を損ねるから」と、仏前にあったサエの写真を渡すテルヲに対し、千代は涙目で睨み「うちが捨てられたんやない。うちがあんたらを捨てたんや」と言い放ち旅立っていく。

### 道頓堀・奉公編
千代は芝居茶屋「岡安」に上がり、仕事に厳しい女将の岡田シズの元で忙しく働き始める。また、人気喜劇団「天海天海一座」の座長・天海天海の息子・一平と知り合い、お遣い先で初めて演劇と女優・高城百合子を覗き見て魅了される。そんななか天海が急逝。同時期、千代は実家が夜逃げしたことを知る。千代は一平と悲嘆し、重要なお遣いに遅れ、シズからクビを言い渡される。翌朝、ひとり岡安を出て当てもなく彷徨う千代だったが、先代女将のハナに発見される。彼女の説得や舞台に立つ一平を見て、自分の居場所が岡安しかないと覚悟を決め、シズに必死に頭を下げる。シズに許された千代は、正式に岡安の「おちょやん」に認められる。それから8年の月日が流れる。
大正13年（1924年）秋、翌年に数え年18歳になるとともに年季奉公が明ける千代は、シズから年季明け後の進路についてよく考えるよう命じられ、模索しながら仕事するなか、逃亡中の百合子と出会い、岡安に匿うこととなる。所属事務所から活動女優への転換を迫られ引退を視野に入れていた百合子だったが、千代や岡安の人々と接するうちに考えが変わり帰っていく。一方、シズは昔の恋人・早川延四郎に逢引を持ちかけられ、道頓堀中で噂になる。シズがお茶子修行中の心の支えだった延四郎にお礼出来なかったと悔やんでいると知った千代は、彼女に延四郎と会うよう説得。千代の熱意に折れて延四郎と会い、お礼と決別を果たせたシズであったが、翌月に延四郎の訃報が届く。翌年の1月、千代は年季明けし、シズへ恩返しをしたいために岡安に残りお茶子を続けることを誓った直後、突然テルヲが訪ねて来る。テルヲに「栗子は産まれた娘を連れて家出」「借金は完済」「ヨシヲが病気」と帰郷を迫られ、千代は複雑な思いを抱くが、話は殆ど嘘で千代を借金のカタに身売りする魂胆が発覚する。千代は借金取りに抵抗するも岡安に対する嫌がらせが始まり、やむなく店を辞める決断をする。その直後、千代はひょんなことから天海天海一座の舞台に出演し、岡安に残りたいと泣き叫ぶ。後日、借金取りが迎えに来るが、道頓堀の人々が千代を逃がそうと一丸となり協力する。追っ手を逃れた千代はシズに背中を押され、新天地へと旅立っていく。

### 京都編
京都に流れ着いた千代は、カフェー「キネマ」の女給に就職。客から活動女優にスカウトされるも詐欺だった経験や、同僚らが活動写真のオーディションに合格したことへの嫉妬心から、自身の女優願望に気づき、同僚らに「女優になる」と宣言する。劇団「山村千鳥一座」の門を叩き採用された千代だったが、座長の山村千鳥から命じられる膨大な雑用や、彼女の癇癪やワンマンさに程なく怒りが爆発し「辞める」と啖呵を切る。しかし千鳥が苦労を重ねてきたことや、今でも独りで厳しい稽古を続けていることを知り、彼女に土下座して謝罪、一座に戻る。客の不入りで公演打切りの危機となり、座員の提案する新たな作風の演劇「正チャンの冒険」の上演に千鳥は渋々踏み切る。しかし、本番前日に主役の薮内清子が怪我をし、台詞を記憶している千代が代役に選ばれる。千鳥の猛特訓もあって、千代が主役を務めた舞台は大成功。だが、この結果で自身の役者としての姿勢を考え直した千鳥は、旧知の仲である鶴亀撮影所の所長・片金平八宛に千代の紹介状を書き、一座を解散する。こうして千代は、念願の鶴亀撮影所入りを果たし大部屋女優からスタートを切る。
先輩女優たちの意地悪や大失敗の繰り返しで仕事を失い、時間を持て余した千代は、撮影所内の結髪の手伝いを始める。しかし、先輩大部屋女優のピンチを救ったことを機に大部屋に受け入れられ、ワンサの仕事を得る。一方、助監督・小暮真治と親しくなり、やがて彼に恋をする。同時期、撮影所の看板女優になっていた百合子は、監督と揉めた末に撮影を放棄し主演男優と駆け落ち。その直前に千代と語らい合った百合子は、千代を脇役への起用に一肌脱ぐ。そして小暮が百合子に片思いしていると知り失恋した千代は、その思いを投影して脇役の「夫を取られた若妻」を演じ、監督らから賛賞される。それから3年後、中堅大部屋女優に成長した千代を訪ね、テルヲが現れる。破茶滅茶ながらも女優活動を応援してくれるテルヲに当初の警戒心も緩んだ千代だったが、彼が再び博打で多額の借金を作ったことが判明。ヨシヲと再び暮らすために貯金してきた通帳を盗んだテルヲに「ヨシヲは現れない」「女優としてパッとしないのが悪い」と逆切れされた挙句、金づる扱いされた千代は、テルヲに所持金全てを投げつけ絶縁を言い渡す。以来、女優を続ける気力を無くした千代は、夢を諦め東京への帰郷を決めた小暮から求婚される。女優を辞め彼との結婚に心が傾いた千代であったが、偶然一平と再会し口論するうちに女優を続けたいと考え直し、小暮の求婚を断る。小暮と別れた翌日、千代は社長に呼ばれ、新たに立ち上がる喜劇団への加入のため道頓堀への異動を命じられる。

### 道頓堀・劇団編
昭和3年（1928年）の夏、道頓堀に戻った千代は、新設劇団の役者との顔合わせで元天海天海一座の面々とも再会する。だが嘗ての天海天海一座の看板役者・須賀廼家千之助の不参加を知り同調した元座員を、座長の一平が説得に回る一方、千代は千之助のもとへ日参し参加を懇願する。やがて元座員らは参加に転じ、一平の「万太郎一座を超える新しい喜劇を作りたい」との懇願の言葉に、ようやく千之助も参加を承諾する。こうして新たな喜劇団「鶴亀家庭劇」は始動するが「公演が不評なら解散させる」という大山社長からの指令もあり公演前から切羽詰まる中、千之助は一平の書いた台本ではなく自著の台本での上演を要求する。一平は要求を受け入れ、いざ上演に踏み切った一座だが、客を笑わそうとアドリブで暴走する千之助に、座員らは困惑する。そんな千之助への千代の苦言から、座員が客を笑わせられなかったら一平は千之助に座長を譲るという勝負に発展する。だが何をしても千之助よりも笑いを取れず悩む千代らは、舞台を見た千鳥からの指摘で、勝負に拘るあまりに演じることを見失っていたと気づき、演じる役の人物設定を考案し本番に臨む。結果、千之助の無茶振りにも上手く掛け合い客の心を掴み、千之助から仲間として認められ、鶴亀家庭劇も舞台の好評により次回公演も決定する。
岡安の一人娘・みつえが、商売敵「福富」の一人息子・富川福助と恋仲と知った千代は、二人に協力するが、両家の溝は深まるばかり。一方、一平は「母の無償の愛」をテーマにした台本を完成させるが、千之助により大半を修正され、釈然としない。迎えた公演初日、みつえと福助は駆け落ちし、千代は動揺を抑え芝居に集中する。この舞台で一平は自身のテーマを忠実に修正した千之助に脱帽。みつえを見つけた千代は、駆け落ちではなく母親を説得するよう訴える。シズや福助の母・菊は対峙したみつえと福助の結婚への強い決意を聞き、二人の結婚を認める。2か月後の昭和4年（1929年）1月、みつえと福助はめでたく結婚する。
2月、警察の検閲で表現の自由を奪われ悩む一平は、一座の第三弾の公演で千代にアドリブで接吻をし一騒動になる。ショックを受けた千代だが、道頓堀を訪ねてきたヨシヲと久々に再会し喜ぶ。一方、脅迫電話により一座の公演は中止になる。鶴亀を潰そうと企む神戸の組織の手先となっていたのが実はヨシヲで、その刺青を見た千代から足を洗うよう諭されたヨシヲは組織の指示に逆らえず劇場に放火しようとする。千之助の機転で放火は失敗し、大山社長が組織と話をつけ事件は収束する。ヨシヲは、千代について「自身を見捨て順調な人生を歩んできた」と思い込み恨んでいたことを吐露する。千代は再び一緒に暮らそうと説得するが、家出した幼い自身を助けてくれた組織への恩義を捨てられないヨシヲは、千代から実母の形見のビー玉を貰い道頓堀を後にする。悲しみのなか千代は一平に抱きしめられ求婚されるも、返事ができずうやむやになる。一座の第三弾公演は無事終演し、一平は大山社長から「2代目天海天海」の襲名を命じられるが、父を嫌う一平は拒絶する。千代は一平の蟠りを解くため、千之助から聞いた住所を頼りに一平と京都に行き、一平の母・夕を探し当てるが、夕は終始冷たく、一平は母が他の男と家出した幼い頃の記憶が蘇り、父が母を追い出した話は嘘と気付く。道頓堀に戻った一平は襲名に意欲的な態度を示すが、内心は襲名直後に引退するつもりでいた。しかし、千代の話で、夕の家出で挫折した父が一平のおかげで再起したと知り氷解。涙する一平を抱きしめた千代は彼に求婚する。こうして迎えた襲名披露の舞台挨拶で、一平は千代への感謝を言葉にし、彼女との結婚を発表する。
昭和7年、家庭劇の人気が高まるなか、チャールズ・チャップリンの来日が決定し、大山社長は喜劇団のトップ「須賀廼家万太郎一座」と家庭劇を競わせ、観客動員数の多い方にチャップリンを招待すると明言する。須賀廼家万太郎に私怨を抱く千之助は意気込み指揮を執るが、女優らに暴言を吐き、挙句、書き上げた台本は座員らに不評で、臍を曲げて一座を去る。一方、過去に千之助をクビにした万太郎の冷酷さを知った千代は憤り、対決に勝つべく千之助に相談する。千之助は一平に頭を下げ、万太郎に認められたい本音を打ち明け、二人で台本を完成させる。こうして千之助が戻り上演した舞台は、動員数15人差で負けるが、座員らは 清々しい気持ちで万太郎一座を追い越す事を目指す。また、千之助を呼び出した万太郎は彼を良きライバルとして認め、二人は和解する。
充実した毎日を送る千代の前にまたもテルヲが現れる。避け続ける千代だったが、死期の迫るテルヲの病状を知り、複雑な思いを抱く。テルヲは父として千代の周囲に挨拶する一方、娘の幸せを思って一平との結婚に反対し、女優を引退させようとするが、役者としての千代を褒める千之助の話を聞き考えが変わる。家庭劇が東京の演劇雑誌の取材に応じるなか、テルヲを追っていた借金取りが千代に詰め寄ろうとする。テルヲは阻止するも乱闘騒ぎになり警察に逮捕、投獄される。テルヲに接見し、彼から今まで受けて来た仕打ちの恨みをぶつけた千代は、彼から涙ながらに詫びられるも許せず、亡きサエに対しても謝罪させ折り合いをつける。テルヲは千代の舞台を観る約束を交わすが、その日の夜、静かに息を引き取る。
岡安の人々や家庭劇の団員らなどが天海家に集いテルヲの供養をしてから5年後の昭和12年の暮れ、大山社長の命令で父親を亡くした少年・松島寛治を家庭劇に受け入れ、身寄りの無い彼を天海家で預かることとなる。千代が母親気分で寛治との生活を楽しむなか、夫婦となった小暮と百合子が天海家を訪れる。自分たちのやりたい舞台を目指すゆえに特高に追われる二人は、千代と寛治の機転で家宅捜索の目を逃れ、ソ連へと旅立っていく。その直後、寛治が家庭劇の舞台準備金を盗んだことが発覚する。開き直り千代の擁護に反発する寛治が、幼い頃に親から見捨てられたと知った千代と一平は、彼に自分たちの生い立ちを打ち明け、似た境遇だからこそ面倒を見たいと話す。そして、一緒に暮らそうとの千代の言葉に寛治は涙し心を開く。
昭和19年、太平洋戦争で庶民も徴兵されるようになり、福助が出征する。同時期、戦争の影響で、大劇場は閉鎖され、岡安も60年続いた暖簾を下ろす。大山社長の命令で解散となった家庭劇で芝居を続けたい千代は、戦時下での喜劇公演を懐疑する一平と衝突する。千代がひとりで通う稽古場へは、やがて座員らも同じ思いで集まり、一平も上演会場を押さえて合流する。そして迎えた本番当日の3月14日朝、京都の劇場に楽屋入りした千代と一平は、前夜に道頓堀が空襲に罹災したことを知る。千代と一平が急ぎ道頓堀に戻ると、岡安と福富の建物は全焼し、菊夫婦が命を落としていた。福助の生還を待つみつえと息子の一福が天海宅に身を寄せた矢先、寛治が芝居の慰問団に志願し、千代と一平の反対を押し切り満州へと旅立って行く。数ヶ月後の夏、福助の戦死公報が届き、みつえはショックで塞ぎ込む。程なく終戦を迎え、3月の空襲後離散していた家庭劇の座員が一部を除いて集結。「天海天海家庭劇」として再開第一弾公演でみつえを笑わせたいと願った千代は舞台に一福を出演させる。そして、この想定外の演出に、芝居を鑑賞したみつえは笑顔を取り戻す。後日、家庭劇は、道頓堀の人々の応援を受けながら全国巡業公演へ出発する。
3年後、大山社長から「鶴亀新喜劇」としての再結成を命じられ一座は帰阪。万太郎が喉の癌で声を失ったことを知った千之助は、万太郎の最後の舞台に協力。千之助と息の合った芝居を見せた万太郎は、拍手喝采を浴びながら舞台を去った後、周囲の人々に笑顔で見守られながら永眠する。新喜劇に3人の座員が加入し始動した頃、寛治が帰還。満州で酒と博打で溺れるなかヨシヲと出会ったこと、ヨシヲからガラス玉を渡され千代に届けるよう託されたこと、ヨシヲは逃げ遅れた女性を庇い死去したことなどを涙ながらに報告した寛治を、千代は感謝を口にしながら抱きしめる。同じ頃、一座の旗揚げ公演で主役となった千之助は、老いでセリフを忘れアドリブも出来なくなったことに役者人生の終焉を悟り、千代を代役に立てる。そして迎えた本番で、観客を沸かせた主役の千代と一平を舞台袖で見届けた千之助は、終演後の舞台に深々と頭を下げ、役者を引退する。
1年後、劇団の活動は順調なものの、一平は脚本の筆が進まずにいた。そんな彼を千代は黙って見守るある日、劇団の若手女優・朝比奈灯子が突然退団を申し出で、一平と灯子の不倫関係が発覚する。千代は憤り頑なになるが大山社長に説得され、当事者3人で話合い和解しようとした矢先に灯子の妊娠が判明し、怒りに任せ一平を家から追い出す。一方一平は、灯子から女手ひとつで生まれてくる子供を育てる決意を聞き、千代から離婚届を渡され、苦悩の末に千代と離婚し灯子と一緒になる決断をする。千代は傷心を堪え、謝罪する灯子を寛容し、そつなく一平との舞台共演を続けるが、千秋楽中に一平との思い出が頭を過り、セリフが詰まり涙が溢れ観客を騒つかせる。その日以来千代は、道頓堀から姿を消す。

### ラジオドラマ編
千秋楽後、打ちひしがれる千代は、突然現れた栗子に京都の自宅へ招かれる。そこで幼い頃の仕打ちを謝罪し、体調が思わしくない自身に代わり両親を失った孫の水野春子の面倒を見て欲しいと懇願された千代は激怒するが、春子と打ち解けたことと、栗子も幼い頃から小学校に行けない程の苦労をしたであろうと気づき、和解し一緒に暮らし始める。
1年後。前出の一平のスキャンダルが世間に知れ、新喜劇の活動に暗い影を落としていた。その頃、NHKでは人気芸人・花車当郎主演のラジオドラマ『お父さんはお人好し』の企画が上がり、当郎は相手役に千代を要望する。人知れず京都で暮らす千代の元に、番組スタッフ、当郎、脚本家の長澤誠が次々と出演交渉に訪れるが、離婚や最後の舞台での辛い経験で引退したことを理由に、千代は断り続ける。しかし、苦手を克服した春子の話が後押しとなり仕事を引き受け、密かに千代の女優活動を応援し続けていた栗子の思いを知り、女優を続ける決意を固める。放送開始後、千代は会う人々からドラマの役柄である「お母ちゃん」と呼ばれるほど番組は人気となり、特別1時間放送も決定。共演者同士ドラマ同様に家族のような関係を築いていく。そんな千代の様子に不安を抱いた栗子だったが、千代の口から春子と栗子は大切な家族、一生守る旨を聞き感涙する。特別放送は、長澤の入院というアクシデントを乗り越え成功。週間最高視聴率を記録し、千代に宛て沢山のファンレターが届く。程なく栗子が死去。千代は残された春子を養子に迎え、二人は親子となる。
千代が道頓堀を離れ2年経ち、長年の知り合いで劇場支配人の熊田が千代を訪ねる。定年退職を迎える彼から新喜劇への再出演を望まれた千代は躊躇しつつ、春子を連れて道頓堀へ帰る。そこで人々から暖かく迎えられて安堵し、一平夫婦と対面しても動揺しなくなったことを自覚し、春子に自身の喜劇を見せたい気持ちもあり1日限りの再出演を決める。迎えた本番、千代の復帰に人々は感動し、以前と変わらぬ一平との息の合った共演は会場を沸かせる。劇中に笑みを浮かべ「生きるっちゅうのは、ほんまにしんどうて、おもろいなあ」との台詞を言い終えた千代が客席に目を向けると、テルヲとサエとヨシヲが幻となって現れ拍手喝采を送る。更に、観客のお茶子時代世話になった人々やラジオドラマ関係者たちからも喝采を受けた千代は、目から一筋の涙が流れる。こうして舞台は大盛況で幕を閉じ、春子は千代の様に人々を元気にする看護婦になる夢を誓う。千代の新喜劇での様子を見た長澤は「お父さんはお人好し」の映画化と舞台化に向け動き出す。一平は劇団員とともに「これからも、ほんまもんの喜劇を作り続ける」と意気込む。そして朝の出勤前、笑顔で青空を見上げ「今日もええお天気や」と昔からの口癖を漏らした千代は、登校する春子と手を繋ぎ笑顔で歩き出すのであった。

## 登場人物

### 竹井家
竹井千代（たけい ちよ）→天海千代（あまみ ちよ）→竹井千代
演 - 杉咲花（幼少期：毎田暖乃、回想：小林咲花）
本作のヒロイン。
気が強くちゃっかりとしているが、弟思いのしっかりした性格。母の形見である月の様に綺麗なビー玉を宝物にし持ち歩いている。
明治39年11月19日生まれ。5歳の時に母を亡くしてからは、幼いながらも家事を一手に担う忙しさで、小学校すら行けなかった。9歳の頃、父・テルヲの再婚で家事から解放されるどころか、何もしない継母のため再び不登校に。しかも自身ばかりか弟まで邪魔者扱いしだす継母の提案を呑み、口減らしに道頓堀の芝居茶屋「岡安」へ奉公に出る。
奉公当初は、負けん気の強さからつい口答えをするせいもあって、女将シズから不興を買い解雇されるもハナに救われる。
仕事に勤しむ合間に舞台を覗き見るなど、舞台劇に関心を寄せ始めたある時、入手した「人形の家」の脚本を読みたいため、一平から読み書きを教わる。
数え歳18歳を迎える頃には、明るく口達者な女性に成長。芝居が好きで仕事中に公演を覗き見るようになる。シズへの恩返しの思いから翌年の年季奉公明け後も岡安で働く決意をするも、テルヲが作った借金のカタに身売りされそうになり、岡安を辞めて逃亡する。
辿り着いた京都でカフェー「キネマ」の女給に就職。スカウト詐欺被害に遭ったことや女優を目指す同僚に影響され、自身も女優を志す。劇団「山村千鳥一座」に加入当初は座長の世話係だったが、舞台「正チャンの冒険」で急遽務めた主演は観客や新聞から好評を得る。一座解散後、千鳥の紹介で「鶴亀撮影所」の大部屋女優に転身。昭和3年8月に道頓堀本社へ配置転換となる。その後一平と結婚し、天海姓になる。
「鶴亀新喜劇」旗揚げの1年後、一平の不倫と灯子の妊娠が発覚した際には離婚を決意し、離婚後は姓を竹井に戻している。
栗子の京都の家で春子と3人で暮らすことになり、料亭で仲居をしている栗子の勧めで同じく仲居として働く。昭和26年に当郎がラジオドラマ『お父さんはお人好し』の相手役に指名したことで桜庭らに訪問され、作品出演を決める。
モデルは女優の浪花千栄子。
竹井テルヲ（たけい テルヲ）
演 - トータス松本
千代、ヨシヲ、さくらの父。南河内の小さな村で小規模の養鶏場を営む。陽気で朗らかな性格だが、仕事は娘の千代に任せきりで酒浸りの生活をしている。
千代が9歳の時、鶏を売りに行ったまま10日帰らぬどころか、再婚相手の栗子を連れて帰る。それも結婚したいがために「家事をしなくて良い」と約束するなど栗子に頭が上がらず、彼女の言うがまま千代を奉公に出す(後に、この時に千代が「うちは捨てられたんやない...うちがあんたらを捨てたんや!!」と涙ながらに言い放って去って行った直後、後悔のあまり慟哭した様子が描かれた)。
千代が奉公に出てからますます酒と博打にのめり込んだ結果、借金は膨れ上がり、借金取りに追われて一家で夜逃げ。8年後、千代の前に現れた時には、栗子にもヨシヲにも逃げられており、2000円の借金のカタに千代を売り飛ばそうとする。
京都に逃げた千代が女優になると再びあらわれ、博打で作った借金を返すため千代の通帳を持ち出そうとして、呆れ果てた千代に持ち金の全てを投げつけられて絶縁を言い渡される。
その後一平と結婚し3年が過ぎた千代の前に現れるが、岡安の面々にも千代にも冷淡にあしらわれる。この時は長年の自堕落な生活のツケで肝臓を患い明日をも知れぬ命だった。宗助を偶然助けて病院に連れて行った際に吐血し、病院に駆けつけたシズにそれを見られるが、「『もうすぐ死ぬから仕方なく許す』ではだめ。」という理由で千代には言わないように頼む。シズは口止めされていたものの、千代が後悔しないように、許すか許さないかはあくまで千代が決める事だと前置きしたうえで話す。それを知っても千代の冷淡さは変わらないが、「死ぬ前に少しでも父親の真似事をしたくなった」と語り、今度は本気で千代の為に動くが、千代の心が開く事はなかった。千代が留守の間に天海家を訪ね、一平に写真を撮ってもらう。一平に「笑ってください!」と強く言われて朗らかに笑っている写真を撮るが、その笑顔の写真は逆に千代の怒りを増幅させる。最終的には自分の借金を回収するために千代の元に取り立てに行こうとする借金取りと大乱闘を起こし警察に連行される。その際思わず出てきた千代が警察に自分の身内かと問われた際に敢えて赤の他人を装う。留置所に面会に来た千代は、「こんな事をしてもあんたを許さない」と言い捨てて立ち去ろうとするが、テルヲが「わしとサエの間に産まれてきてくれておおきに」と礼を述べ、千代が産まれて本当に嬉しかった事、千代を身売りに出した時の後悔の念を吐露した事で千代の怒りが爆発し、それまでの人生でテルヲにされた事を並べ立て、唯一の心の支えだったヨシヲとの再会の際も、自分を捨てて出て行ったと捉えられて恨まれていた事で、「あの子はあんただけやなくうちの事も恨んでた! あんたはうちからヨシヲまで奪ったんや!!」と泣きながら罵られる。それを聞いたテルヲも号泣しながら謝罪する。結局千代がテルヲを許す事はなかったが、「悔しいけど、どんなにしょうもない人でも、あんたはうちのお父ちゃんや...」と、親子としての関係だけは回復させる事に成功する。最後に千代の芝居を見に行く事を約束して別れるが、その夜に危篤状態に陥り朦朧とする意識の中で二人の千代（幼少期と現在）の笑顔の幻を見ながら獄死した。
しかし死去後も、第75回ラストで千代が一平に接吻し、しばらくいちゃついた際に大騒ぎ、第77回で千代に「お父ちゃんも（千代の事を）心配しとったんやで」と語りかけたが、千代に「どこがや！」と写真立てごと強く伏せられ、「ふげっ！」と悶絶する、後に満州に渡った寛治の話題になって、みつえが博打と女で金が無くなって仕送りできないのではと冗談を言った際には千代に「テルヲのアホと一緒にせんといて!」と突然引き合いに出されて「な、なんやいきなり!」とツッコむなど、要所要所で遺影から声が出てくる。
竹井サエ（たけい サエ）
演 - 三戸なつめ
千代、ヨシヲの実母。16歳くらいまでガラス工場を営む峰岸社長宅で奉公していた。働き者で、幼い頃の千代を「かぐや姫」に例えるほどに可愛がっており、千代にとって唯一の心の支えであったが、千代が5歳の時に病死し、ビー玉を千代への形見として残した。
竹井ヨシヲ（たけい ヨシヲ）
演 - 倉悠貴（幼少期：荒田陽向、少年期：栗田倫太郎）
千代の弟。生前の実母の記憶がなかったため、自分に冷たい態度をとる栗子であっても実母のように慕う。千代と同じく奉公に出されそうになるも竹井家に残るが、その後8年の間に家を飛び出し、消息不明となる。昭和4年に千代のもとを訪れ、神戸で不動産関係の会社に勤めていると話すが、実際は違い千代のことも「自分を見捨てた」と恨んでいた。「親父」と呼ぶ人物から劇場に放火するよう指示され、マッチに火を付けるが千之助により放火には至らなかった。その後千代との掛け合いで思わず笑うなど、千代に対する感情は軟化したものの、結局千代の引き止めに応じる事は出来ず、ヨシヲにとっての「親父」は、千代にとっての「岡安」のような存在である事を告げて、千代からビー玉を渡され道頓堀を去る。
昭和20年の時点では満州の飲食店で働いており、博打に負けて絡まれそうになった寛治を助けたことで彼と知り合う。その後、日本が降伏することを寛治に知らせ、千代から渡されたビー玉を託し、逃げるよう勧める。自身はその後、逃げ遅れた女性をかばって銃で撃たれ死亡した事がかつての店の常連から寛治に伝えられる。
竹井栗子（たけい くりこ）→上田栗子（うえだ くりこ）
演 - 宮澤エマ
テルヲの再婚相手で、千代とヨシヲの継母。さくらの母。元は料理屋の仲居。妊娠中だが村の男たちも見惚れるほどの美人で、三味線が得意。だが家事を全くしない上に、千代とヨシヲに対し愛情が無く連れない態度を取り続けるため、千代を立腹させ対立することになる。千代とヨシヲを奉公に出すことを画策するが、ヨシヲだけでも残して欲しいと懇願する（この時はさすがにバツの悪そうな様子を見せている）千代のみを追い出す。千代が家を出てから8年の間に、生まれてきた娘を連れ離縁した旨、テルヲに語られる。その後、天海一平と離縁して道頓堀を飛び出し、行く宛もなく雨に濡れている千代の元に現れて、自身が暮らしている京都の自宅に連れて帰る。そこでかつて千代に酷い仕打ちをした事を謝罪すると共に両親を亡くした孫の春子（千代の姪）の面倒を見てあげて欲しいと懇願する。借金取りに脅かされる日々が続くテルヲの元を飛び出してから、女手一つで娘・さくらを育てるが、さくらの成長を見守るにつけ、追い出してしまった千代に対する罪悪感に苛まれるようになったという。栗子も幼少期から学校に通わせてもらえず、読み書きを知らない事を春子から聞いた千代は、竹井家にやってきた栗子が三味線以外ほとんど荷物がなかった事を思い出し、栗子も自分と同じ境遇だったのかもしれないと思い至り、同居する。千代がラジオドラマ『お父さんはお人好し』の出演を決心し、その初収録の日の朝に花籠を渡し、それまでの数十年の間、折に触れ匿名で千代に贈られてきた花籠の贈り主が自分であった事を明かす。実は千代の女優デビュー後は彼女の舞台をこっそり見に行く事で元気を貰っていたため、本心では千代が女優として再起する事を望んでいたが、辛い思いをして引退した千代の心情を思い、復帰する気になれないならそれも仕方がないと考えていたが、復帰を決意した事はやはり嬉しく、晴れの日に花籠を渡して祝福する。千代は感涙に咽び、ここで二人は真に和解する。『お父さんはお人好し』拡大放送の日からしばらくして亡くなった。
水野さくら（みずの さくら）
春子の実母。栗子とテルヲの娘。千代とヨシヲの異母妹。千代が竹井家を出てから誕生したため、千代との面識はない。
成人後は看護婦として働いていたが、夫（春子の父親）と共に戦争で故人となる。
水野春子（みずの はるこ）→竹井春子（たけい はるこ）
演 - 毎田暖乃（二役）
千代の姪。栗子とテルヲの間に生まれた娘・さくらの子で、栗子とテルヲの孫。春子の両親（さくらとその夫）は戦争で亡くなっており、祖母の栗子と2人で暮らしていた。千代の女優復帰を後押しする。栗子の死後、千代と養子縁組する。将来の夢は看護婦。

### 岡安と福富の人々
岡田シズ（おかだ シズ）
演 - 篠原涼子（回想：西村こころ）
芝居茶屋「岡安」の二代目女将。先代女将であるハナの一人娘で家付き娘。宗助の妻でみつえの母。周囲から「ごりょんさん（奥さん）」と呼ばれる。勝気で厳しい性格。
口入屋が連れてきた千代が、表で大声を出したのが気に入らず追い返そうとするが、ハナになだめられ、一か月の繋ぎで奉公させる。のちに正式に「おちょやん」として迎え入れる。
お茶子の修行をしていた時、失敗を繰り返す自分を励ましてくれた早川延四郎と恋仲になりかける。延四郎が故郷へ帰る日待ち合わせをしていて、その場所に行こうとしたがハナに止められた。
千代をめぐり、借金取りに嫌がらせをされても、毅然とした態度で応じ、千代を夜逃げさせる。
昭和19年、福助が出征した数日後、60年余り続いた「岡安」を閉店する。
終戦から3年後の昭和23年、「岡安」のあった場所で「岡福」といううどん屋を開店している。「岡安」の「岡」に「福富」の「福」で、店内には2つの芝居茶屋の暖簾が飾られている。
岡田宗助（おかだ そうすけ）
演 - 名倉潤
芝居茶屋「岡安」の主人。シズの夫でみつえの父。元は岡安への来客。婿養子に入るほど惚れ込むシズには頭が上がらない。
千代と一平が結婚して3年経った頃、結石で倒れテルヲに病院まで運ばれる。昭和23年、「岡福」にてうどんを踏んでいる。
岡田みつえ（おかだ みつえ）→富川みつえ（とみかわ みつえ）
演 - 東野絢香（幼少期：岸田結光）
芝居茶屋「岡安」の一人娘。千代と同い年。奉公人たちから「いとさん（お嬢さん）」と呼ばれる。
初対面の千代から友達になることを持ちかけられるが「住む世界が違う」と、にべもなく断る。幼少期より一平に好意を抱いている。
特に宗助から甘やかされ育ち、「岡安」の女将になりたいと言う割には家業に関わることも無かったが、数え年17歳の時、福助から芝居茶屋は将来無くなると言われたことや、繁忙期にシズが家を明けたことを機に後継者としての自覚が芽生え、家業を手伝うようになる。後に福助と恋に落ち、富川家に嫁ぐ形で彼と結婚する。結婚後も夫婦喧嘩などなにかある度に「岡安」に帰ってきている模様。千代と一平が結婚して3年経った頃には息子の一福を出産している。
福助に召集令状が届いた際には、彼の出征前に思い切りトランペットを吹かせてやることを望む。その後、菊と福松と共に疎開したが、昭和20年空襲により2人を失う。福助が復員したらすぐに会えるとの理由で一福と天海家に身を寄せていたものの、彼の戦死公報が届き、ショックで塞ぎ込んで笑顔を見せなくなる。しかし、「天海天海家庭劇」の劇に一福が出演したこと、話がめちゃくちゃだったことから久々に笑う。立ち直った後は闇市で一福とともにすいとんを売っている。
昭和23年には「岡福」にてシズや一福と働いている。
一平の不倫が発覚した際にはシズと共に憤るものの、千代には離婚を考え直すよう伝える。
岡田ハナ（おかだ ハナ）
演 - 宮田圭子
亡夫と開業した芝居茶屋「岡安」初代女将（シズの母）。周囲からは「お家さん（おえさん＝女主人）」と呼ばれる。元は「福富」のお茶子であった。
温厚な人柄で、シズが追い出そうとした千代を奉公人として受け入れる。
家業を娘に譲ってからは観劇を何よりの道楽として過ごしており、芸を観る目は厳しい。また年の功もあって余人の知らない裏話を知っており、千代たちの問題解決の糸口に成ることもあった。
千代と一平の祝言を見届け、すぐに亡くなる。享年70。
かめ
演 - 楠見薫
芝居茶屋「岡安」の女中頭。既婚。周囲から「かめ」「かめさん」と呼ばれる。当初千代には何も教えないつもりでいたが、千代から「おかめさん」と呼ばれると態度が豹変し、千代に仕事を厳しく教え込む。
お茶子3人とは異なり廃業後も「岡安」に残っていたが、昭和20年3月10日の東京大空襲があった翌日、菊の来訪を受けた直後のシズから、かめの親戚が住む三田への疎開を促される。
富士子（ふじこ）
演 - 土居志央梨
芝居茶屋「岡安」のお茶子で千代の先輩。既婚。お茶子頭を務め、怒ると少し怖い。
「岡安」最後の日に千代には、亭主の実家で農家を手伝うと語る。
節子（せつこ）
演 - 仁村紗和
芝居茶屋「岡安」のお茶子で千代の先輩。負けん気が強く、富士子とは年が近いせいか言い合いになることも多い。
「岡安」最後の日に千代には、天涯孤独の身であり東京に行くと語る。
玉（たま）
演 - 古谷ちさ
芝居茶屋「岡安」のお茶子で千代の先輩。心配性でおっとりした性格。しかし、言うべきことは言う。千代とは一番歳が近く仲が良いため、テルヲが来た際には「これ以上千代を苦しめないで」と訴える。
「岡安」最後の日に千代には、しばらくは大阪の実家にいて寝たきりの祖母の面倒を見ると語る。
里子（さとこ）
演 - 奥野此美
岡安の女中見習いの少女。千代やかめ達の会話に「○○って、なんだす？」と無邪気に質問するのが定番。「さっちゃん」と呼ばれ、千代も可愛がっており、玉と共に千代を苦しめないようテルヲに訴える。千代が再び道頓堀に戻った頃にはいなくなっている。
富川菊（とみかわ きく）
演 - いしのようこ
老舗芝居茶屋「福富」の女将。福松の妻で福助の母。福富から暖簾分けした岡安の繁盛を気に入らず、犬猿の仲。しかも使用人のお茶子たちにまで岡安への敵対心を焚きつける。
昭和3年時点では喫茶店を併設した「福富楽器店」に鞍替えしている。
大規模な空襲の噂がある道頓堀に残ろうとするシズを説得し、自身は疎開するが、疎開先で芝居茶屋「福富」の暖簾が無いことに気づき、道頓堀に取りに戻る。その晩空襲があり、命を落とす。暖簾はシズに引き継がれる。
富川福松（とみかわ ふくまつ）
演 - 岡嶋秀昭
老舗芝居茶屋「福富」の主人。菊の夫で福助の父。気が弱く菊に頭が上がらない。疎開先から芝居茶屋「福富」の暖簾を菊と共に道頓堀に取りに戻るが、その晩空襲があり命を落とす。菊を庇うようにして亡くなっていたことがみつえより語られている。
富川福助（とみかわ ふくすけ）
演 - 井上拓哉（幼少期：松本和真）
老舗芝居茶屋「福富」の一人息子。みつえの小学校時代の同級生。
数え年17歳時には「芝居茶屋は将来無くなる」と予測し、家業の継承を望まず趣味のトランペットで生計を立てることを夢見る。昭和3年にみつえと結婚し、息子の一福をもうける。
昭和19年2月、召集令状が届き出征する。楽団で慰問に行っても軍歌を吹くことをよく思わず、抜け出すなどしていたことで目をつけられたのではないかとみつえは推測している。昭和20年夏に戦死公報が届く。
富川一福（とみかわ いっぷく）
演 - 竹林遼 → 西村竜直（昭和12年） → 歳内王太（昭和19年） → 木村風太（昭和23年）
福助とみつえの息子。昭和12年次には戦争ごっこに明け暮れており、福助がトランペットを教えるのも嫌がる。福助に召集令状が届くと自身も少年兵に志願したがるが、止められる。福助の死後は敵討ちのため今度こそ少年兵への志願を口にしたことが千代により語られているが、終戦を迎える。トランペットを吹こうとしても音が出ないことで「天海天海家庭劇」再開第一弾の道頓堀公演に誘われる。しかし本番では綺麗に音を出し、それがみつえを笑わせることにつながる。その後は立ち直ったみつえが闇市ですいとんを売っている横で、客引きのためトランペットを吹いている。
昭和23年には「岡福」にてうどんを茹でており、トランペットも続けている。
椿（つばき）
演 - 丹下真寿美
芝居茶屋「福富」のお茶子。噂好きでおしゃべり。千代と何かにつけて張り合うが、千代のテルヲからの逃亡を手助けする。昭和3年の「福富楽器店」ではウエイトレスをしている。
ぼたん
演 - 沢暉蓮
芝居茶屋「福富」のお茶子。噂好きでおしゃべり。千代と何かにつけて張り合うが、千代のテルヲからの逃亡を手助けする。
あやめ
演 - 藤本くるみ
芝居茶屋「福富」のお茶子。噂好きでおしゃべり。千代と何かにつけて張り合うが、千代のテルヲからの逃亡を手助けする。

### その他の道頓堀の人々
雛乃
演 - 成瀬綾乃
芸子。
夕鷺
演 - 桑野藍香
芸子。
吉野
演 - 森山くるみ
芸子。
水月の女将
演 - 西島敦子
居酒屋の女将。
小次郎
演 - 蟷螂襲
長年、道頓堀界隈を根城にしている乞食たちのリーダー。シズやお茶子たちとも気安い。千代の逃亡時には船頭を務める。
知らないおっさん
演 - 海原はるか
警官
演 - 八田浩司
荻野堂の店員
演 - 二宮輝生
清水屋の旦那
演 - 鍋島浩
「岡安」のひいき客。
大宮の旦さん
演 - 桂小春団治
伊藤の旦さん
演 - 藤田功次郎
ヨシヲ
演 - Mr.オクレ
木内
演 - 笑福亭風喬
「岡安」の客。
泉屋の女将
演 - 千田訓子
ルリ子が働く旅館「泉屋」の女将。
岩下
演 - 南条好輝
「岩常銀行」の人物で、「福富」から「岡安」へ薦められて来た客。
警官
演 - や乃えいじ
昭和4年、千代たちの舞台を検閲監視する。
市倉
演 - 江口直彌
医者
演 - 亀井賢二
看護師
演 - 安部洋花
警官
演 - 湯浅崇
田島
演 - 紅壱子
婦人会の女性。
医者
演 - 後藤基治
灯子が妊娠した時の医者。

### 鶴亀家庭劇の人々

#### 天海天海一座関係者
天海一平（あまみ いっぺい）
演 - 成田凌（幼少期：中須翔真）
喜劇一座の座長である天海天海の息子。役者。後に千代の夫になる。モデルは渋谷天外（2代目）。後述のとおり、２代目渋谷天外の実子に当たる渋谷天外 (3代目)も本作に出演している。
9歳の時、凱旋公演で道頓堀を訪れた際に千代と出会う。「同い年」「家の都合で小学校へ通えず友達がいない」「母がいない」「酒好きの父を嫌っている」など共通点が多く千代から親友になることを持ちかけられる。また、千代に頼まれ字を教える。
芝居を嫌う故、天海天海を後継することに消極的だったが、父の死後に千之助と共演したことで考えが変わる。しかし、後継した後も芝居を愛しているようではなく、夜な夜な芸姑遊びに通う。
「天海天海一座」解散後は脚本家の勉強を経て、「鶴亀家庭劇」の座長に就任する。「新しい喜劇」を作りたいとの思いから、アドリブで千代に口づけをしたことがある。その後、ヨシヲと再会できたもののまた去られてしまった千代が「うち、また一人になってしもた」と呟き涙したことをきっかけに求婚するが、返事はもらえず居候先の「岡安」から天王寺の長屋に転居する。
大山社長から「二代目天海天海」の襲名を持ちかけられたときは一度断り、母親に言われたら聞くのではないかという千代の策略により、京都にいる夕に会いに行く。そこで夕が自ら家を出て、自分は捨てられたことを思い出し、父への悪口をたくさん言ってきた罪滅ぼしとして襲名を決断する。千代がハナから聞いたという初代天海天海が喜劇をやめなかった理由を知り、もう会えないことに涙を流す。その際、千代から一平を抱きしめ「あんたは一人やあれへん、うちがおる」と言われ、これが求婚に対する答えとなる。襲名披露の舞台で千代との結婚を発表する。
戦後旗揚げされた「鶴亀新喜劇」の座長となるが、旗揚げから一年後劇団員の灯子と不倫関係になる。灯子が一平の子を身ごもったことで千代からは離婚届を渡され、苦悩した末に離婚を言い渡す。
須賀廼家千之助（すがのや せんのすけ）
演 - 星田英利
天海天海とともに喜劇一座を率いる喜劇役者。アドリブを得意とする。20年前、須賀廼家万太郎と「須賀廼家兄弟劇」で人気を博していたが、「須賀廼家万太郎一座」旗揚げに伴い決裂。その後天海天海に請われて「天海天海一座」に加わった。芸に対して熱心で、やる気のない一平と対立する。天海一座が客の不入りで興行打ち切りになると、一平を見限る手紙を残し姿を消したが、一平に説得され「鶴亀家庭劇」で舞台に復帰した。「水月」という居酒屋によく行く。
歳をとってからは足腰が弱くなっていたが、「お家はんと直どん」という演目の練習中にセリフや得意としていたアドリブまでも出てこなかったことから千代に主役を任命する。昭和24年1月の「鶴亀新喜劇」の初回公演を見届けた後、初代天海天海への義理を果たしたとして劇団を去る。モデルは曾我廼家十吾。
須賀廼家天晴（すがのや あっぱれ）
演 - 渋谷天笑
初代天海天海の時代から座員で、半年ほど玩具の露天商をして新たに旗揚げされた「鶴亀家庭劇」に参加する。名前とは相反して雨男である。
須賀廼家徳利（すがのや とっくり）
演 - 大塚宣幸
初代天海天海の時代から座員で、一座のムードメーカーである。後に新たに旗揚げされた「鶴亀家庭劇」に参加する。名前とは相反してビール党である。昭和12年の暮れには結婚していて子供が5人いるようである。
漆原要二郎（うるしばら ようじろう）
演 - 大川良太郎
初代天海天海の時代からの座員で、一平に特別な思いがある。身体が大きい女形役者だが、一平の頼みを受け入れて男役として「鶴亀家庭劇」に参加する。
須賀廼家百久利（すがのや ひゃっくり）
演 - 坂口涼太郎
須賀廼家徳利の弟分で、付き人をする千之助の後を追って「鶴亀家庭劇」に参加する。以前召集された際は戦地に行く前に体を壊してすぐに除隊し、喜劇に戻る。昭和20年にまた召集令状が届いて出征し、同年夏に戦死公報が届く。

#### 鶴亀家庭劇座員
高峰ルリ子（たかみね ルリこ）
演 - 明日海りお
東京新派劇の名門「花菱団」のトップ女優だったが、大山社長に請われて「鶴亀家庭劇」に参加した。「花菱団」にいた頃、若い女優に自身がその女優を殺しかけたという噂をたてられ婚約者も奪われた。その女優の顔が千代の顔に似ていることで最初は千代を嫌い、女優をやめることも考えるが千代の説得により思いとどまる。プライドが高く初めは喜劇を卑下しているが、徐々に馴染む。
終戦後に再集合した時にはその姿はなく、天晴によると父親の面倒を見るために帰郷したもののまた必ず戻ってくるとのことだったが、結局最終回まで姿を見せることはなかった。
石田香里（いしだ かおり）
演 - 松本妃代
「鶴亀歌劇団」出身の女優で、歌って踊れることが自慢であるが喜劇界は披露する機会がない。千代を密かにライバル視している。一平に好意を抱いている様子を見せ、二代目襲名の際に一平が突如結婚を発表した際には1人不機嫌な表情をする。昭和12年の暮れには彼氏がいることを示唆し、寛治の面倒を見ることを断っている。だが、いつの彼氏も香里曰く「ろくでもない男」ばかりだったとのこと。 一平の不倫が発覚した際には当時の高級品であるバナナを土産に訪れ、結婚前の一平に言い寄っていたのは本気だったと明かし、離婚を思い留まるよう諭す。
小山田正憲（おやまだ まさのり）
演 - 曽我廼家寛太郎
歌舞伎出身の俳優で大ベテランであるが、人気を得られずに喜劇界で活路を模索し、「鶴亀家庭劇」に参加した。豆が好物。
終戦後に再集合した時にはその姿はなく、香里によると疎開先で農業に目覚め、役者を引退した。
松島寛治（まつしま かんじ）
演 - 前田旺志郎
「鶴亀家庭劇」に新しく入団した劇団員。ある劇団の一座の座長の息子で、座長が急死・劇団は解散したことで千代の家に預かられる。明るい少年として振る舞うが、幼少期に役者としての才能が無いことに気づいた父から可愛がられなかった過去を持ち、大人を信じていない。千代や一平のことも信じていなかったが、二人の過去を聞き心を開く。その後「鶴亀家庭劇」に入団し、舞台に立つとともにそのまま天海家で生活する。
みつえと一福が天海家に来て少しすると満州への慰問団に志願し、千代と一平から猛反対を受けるも聞かず、生存確認として毎月の給金を送ることを条件に満州への旅立ちが許可される。しかし給金を送ったのは一ヶ月目だけで、千代らの心配をよそに現地で博打にふけり、負けて絡まれていたところをヨシヲに助けられる。その後終戦間際にヨシヲからビー玉を託され、3年後に帰還して千代に手渡した。
千代が離婚を決意した際には夕飯を作ったり、千代の代わりに「一平さんのどアホ！」と叫んで一平のものをなぎ倒し励ますことで千代の心の支えになる。
モデルは藤山寛美。後述のとおり、藤山の孫に当たる扇治郎も本作に出演している。

#### 鶴亀新喜劇座員
朝日奈灯子（あさひな とうこ）→天海灯子（あまみ とうこ）
演 - 小西はる
「鶴亀新喜劇」の新しい座員。もとは「鶴亀歌劇団」に所属していた。
父を早くに亡くし、母と妹と3人で暮らしていたがその母と妹も空襲で失う。福富楽器店の跡地で行われた『マットン婆さん』の芝居を見て自ら入団を志願する。
「鶴亀新喜劇」の旗揚げから1年後、突然退団を申し出るが、一平と不倫関係になり一平の子を身ごもったからであった。一時は「千代から一平を奪うことだけはしたくない」と千代に妊娠を打ち明けることを拒否し、2人の知らない場所で産み育てるため産まれてから灯子が働けるようになるまでの生活費を一平に要求する。その後千代の前に現れ、謝罪する。千代からは「償いたいのだったら誰よりも幸せになれ」と言われる。一平と結婚して新平を産む。
エキサイトニュースにて本作のレビューを連載しているライターの木俣冬や、サイゾーウーマンのコラムにて本作の解説する歴史エッセイストの堀江宏樹は、モデルは九重京子と述べている。
須賀廼家万歳（すがのや ばんざい）
演 - 藤山扇治郎
「須賀廼家万太郎一座」の座員だった。仏印のサイゴンから復員して半年後に「鶴亀新喜劇」に加わることになるが、不満を漏らし練習にも参加しない。誰一人戦地に行っていない新喜劇の団員とは分かり会えない態度を示していたが、満州から戻ってきた寛治から同情を示され和解する。
須賀廼家千兵衛（すがのや せんべえ）
演 - 竹本真之
「須賀廼家万太郎一座」の座員だった。ジャワから復員して万歳と共に「鶴亀新喜劇」に加わることになるが、万歳と同じく不満を漏らし練習にも参加しない。誰一人戦地に行っていない新喜劇の団員とは分かりあえない態度を示していたが、満州から戻ってきた寛治から同情を示され和解する。
「鶴亀新喜劇」の旗揚げから1年後、一平が灯子の家から出てくるところを見たと言い、そのことで寛治と喧嘩になる。
町田好美
演 - 篠原真衣
昭和26年2月時点で参加しているメンバー。
西脇真由美
演 - いちえ
昭和26年2月時点で参加しているメンバー。

### 須賀廼家万太郎一座の人々
須賀廼家万太郎（すがのや まんたろう）
演 - 板尾創路
「須賀廼家万太郎一座」を率いる喜劇王。天海の劇場葬に現れ高笑いを手向け、鶴蔵から賞賛される。
昭和20年、芝居練習中の千代が憲兵に咎められていたところを即興劇で助け、「イギリスで舞台を見たことがあり言葉は分からなかったがなぜかすごく面白かった」という旨の話をし いつか世界中の人々を芝居で笑わせられるはずでその時こそ自分達の出番であると千代を励ます。
昭和23年には喉のがんを患ったことから声を出せなくなり、ジェスチャーでコミュニケーションをとっている。その様子を見た千之助は「手助けをする」と舞台に立つことを提案し、須賀廼家兄弟は40年ぶりに舞台に復活する。万太郎自身は身振り手振りだけで会場を沸かせた後、息を引き取る。モデルは曾我廼家五郎。
須賀廼家一二九（すがのや いちじく）
演 - 華井二等兵
「須賀廼家万太郎一座」の座員。
蝶丸
演 - 吉若靖弘
「須賀廼家万太郎一座」の座員。
蝶介
演 - 吉井基師
「須賀廼家万太郎一座」の座員。

### 鶴亀株式会社の人々
初代 天海天海（あまみ てんかい）
演 - 茂山宗彦
一平の父。須賀廼家千之助と「天海天海一座」を率いる。酒好きで女好き。
息子の一平に対し、体調不良で舞台を休むことを厳しく叱責する。一方、友達がいないことを陰ながら心配し、一平の親友になろうとする千代に感謝の気持ちを吐露する。岡安に逗留し道頓堀で公演期間中、33歳で急死。モデルは初代渋谷天外。
大山鶴蔵（おおやま つるぞう）
演 - 中村鴈治郎
「鶴亀株式会社」社長。道頓堀の芝居小屋を牛耳る上方演劇界のドン。天海の葬式を劇場で行う「劇場葬」で喪主を務め、一平を二代目天海に指名する。
万太郎一座に対抗できる劇団を作り、両者を競わせることで道頓堀をより活性化しようと構想、「鶴亀家庭劇」を結成させた。
モデルは松竹の創業者である白井松次郎と大谷竹次郎。
熊田（くまだ）
演 - 西川忠志
劇場の支配人を務める「鶴亀株式会社」の社員。大山鶴蔵の部下である。鶴亀家庭劇の結成に伴い劇団責任者となる。
上演中の舞台『人形の家』に心酔する幼少期の千代に厚意で台本をあげるが、この台本が千代の宝物となり、女優人生の支えとなっていく。
鶴亀座支配人
演 - ボブ・マーサム
鶴蔵の秘書
演 - 勇元気

### 上方演劇界の人々
高城百合子（たかしろ ゆりこ）
演 - 井川遥
千代の憧れの女優。
大正13年（1924年）、所属事務所から活動写真女優への転向を求められたことを不服に逃亡中、千代と知り合う。岡安に身を潜め引退を迷うなか、千代と戯曲『人形の家』の台本を読み合わせたことや、それを見た女中たちから受けた拍手喝采で女優を続けたいと思い直し、去っていく。
その際、千代に「一生一回、自分が本当にやりたいことをやるべき」とアドバイスする。
京都の鶴亀撮影所に異動後は看板女優として活躍。撮影所に入所した千代を再会当初は覚えてなかったものの、『太陽の女 カルメン』の撮影中に監督の村川と揉めて逃走中、再び千代に助けられて思い出す。その際には、千代に役を与えるよう社長に掛け合うと約束する。
演技を巡り村川との衝突が絶えなかったことから『太陽の女 カルメン』の撮影を放棄し、共演男優の小竹と駆け落ちし失踪する。昭和12年の暮れに千代と一平のもとを訪ねた際には小暮と結婚しており、小竹との関係を聞かれると「過去は振り返らないことにしてるの」と返す。サイゾーウーマンのコラムにて本作の解説する歴史エッセイストの堀江宏樹やYahoo!ニュースで本作を解説するメディア文化評論家の碓井広義は、モデルは岡田嘉子と推測している。
早川延四郎（はやかわ えんしろう）
演 - 片岡松十郎（回想：先田慧）
歌舞伎役者。
若かりし頃、お茶子修行中のシズと恋仲になり駆け落ちの約束をするが、彼女が来ず破局。以後、彼女への未練を断ちきれず手紙を送り続けるも、読まれることは無かった。20年後、廃業を決意。最後の興行で道頓堀を訪れた際に偶然シズと再会し逢引を持ちかけるが、千代やシズ本人から幸せで後悔の無い人生を送っていると聞いて潔く身を引く。実は病魔に侵されており、シズと再会してから1か月後に息を引き取る。
歌舞伎役者
演 - 片岡千次郎
延四郎と舞台で共演する。
踊りの先生
演 - 藤間豊宏

### 京都で出会う人々

#### カフェー「キネマ」の人々
宮元潔（みやもと きよし）
演 - 西村和彦
千代が働くカフェー 「キネマ」の店主。
映画好きで、店内では「監督」と自称し、店員らにも呼ばせている。
平田六郎（ひらた ろくろう）
演 - 満腹満
「キネマ」のボーイ。
宮元から「助監督」と呼ばれている。
宇野真理（うの まり）
演 - 吉川愛
「キネマ」女給。住み込み部屋で千代と同室となる。
家出し故郷の富山県を出た後「キネマ」で働きながら女優を目指す。富山弁訛りが強いためサイレント映画志向である。
千代に山村千鳥一座の座員募集チラシを渡して受験を奨めた人物でもある。
若崎洋子（わかさき ようこ）
演 - 阿部純子
「キネマ」の一番人気の女給。女優を志望する。息子の進太郎（演 - 又野暁仁）がいる。
純子（じゅんこ）
演 - 朝見心
「キネマ」女給。真理によると、病気の夫に代わって家族を養うために働いているという。
京子（きょうこ）
演 - めがね
「キネマ」女給。真理によると、男に酷い捨てられ方をしたことから、男たちに復讐するためにこの仕事をしているという。
染谷の若旦那
演 - 田村ツトム
「キネマ」の客。老舗呉服店の若旦那。
食事の誘いを断った真理に憤り、声を荒げクレームをつけるが、妻には頭が上がらないことを見抜いた千代の機転でおとなしくなり、帰宅する。
水田
演 - 杉森大祐
「キネマ」の客。
万田
演 - 西野恭之介
「キネマ」の客。
原一平（はら いっぺい）
演 - 小林幸太郎
「キネマ」の客。
黒木社長
演 - ヨシダ朝
本名は黒木進。
映画会社の社長を名乗り、「キネマ」に来店した際に千代を自社の映画女優にスカウトする。更に千代を連れて川島貿易社長に映画製作の出資を依頼する。
実は連続詐欺犯罪者であり、川島貿易社長との話がまとまって程なく、逮捕されたことが新聞で報じられる。
川島貿易社長
演 - 植栗芳樹
黒木から出資を依頼され、彼に同行した千代が好みの顔だったこともあり、快く応じる。
京都府警察部の刑事
演 - 平岡秀幸
営業時間外の「キネマ」に来店し、黒木の犯罪について千代に事情聴取する。
京都府警察部の刑事
演 - 五馬さとし
営業時間外の「キネマ」に来店し、黒木の犯罪について千代に事情聴取する。

#### 山村千鳥一座の人々
山村千鳥（やまむら ちどり）
演 - 若村麻由美
京都の劇団「山村千鳥一座」の女座長。千代の最初の師匠となる。
癇癪持ちで気難しく頑固な性格だが、芝居に対して情熱的で、陰で毎日数時間に渡り自身に厳しく稽古をしている。
政治家の妾の子として生まれ、幼少期から様々な習い事をしてきた。人並みに結婚するが夫と義母から義父の介護要員としか扱われず、更に夫が愛人を家に招き入れるようになり離縁した。
千代と出会う4、5年前までは東京で女優活動をしており、活動写真にも出演していた。役者志望の女性らを受け入れて一座を立ち上げ、常打ち出来るまでに導いてきた。
座員のオーディションを受験した千代を、当初は身辺のお世話係に採用する。自身を見下してきた人々を見返したい一念で芝居に取り組んで来たが、経験浅い千代の舞台が観客の心を捉えたことや、辛い過去に囚われず笑顔で過ごす千代を見て考えが変わる。冒険したくなったとの理由で一座を解散。千代に鶴亀撮影所への紹介状を書く他、座員全員の受入先も斡旋する。
エキサイトニュースにて本作のレビューを連載しているライターの木俣冬やYahoo!ニュースで本作を解説するメディア文化評論家の碓井広義は、モデルは浪花千栄子の最初の師匠にあたる女優の村田栄子と述べている。
薮内清子（やぶうち きよこ）
演 - 映美くらら
座員。千鳥とは10年来の付き合い。千鳥の性格や指導に不満を持ちつつも、真の彼女を理解して慕っている。
客入りの悪さから公演打切りの危機となり、打開策として漫画を原作にした新たな試みの台本「正チャンの冒険」を書き上げる。当初千鳥に一蹴されるも、厳しい現実を突きつけられた千鳥から上演を許可される。同舞台で主役を演じる予定だったが、本番前日の怪我により、千代を代役に指名する。
シゲ
演 - 西村亜矢子
座員。
美鈴
演 - 鳩川七海
座員。
艶子
演 - 實川加賀美
座員。

#### 鶴亀撮影所の人々
小暮真治（こぐれ しんじ）
演 - 若葉竜也
「鶴亀撮影所」の助監督。
撮影所に入ったばかりの千代に、現場の事情を親切に教える。以後、休憩中に千代の愚痴を聞いたり、アドバイスをする。
千代に頼まれ、役作りのために「恋人役」を引き受けるが、本当に彼女から想いを寄せられる。一方、自身は百合子に片思いをするが、彼女が小竹と駆け落ちをし、失恋する。
家業の病院の後継者として育つが、医療費を支払えない貧しい病人は救えない現実を目の当たりにし挫折、万人の心を救える映画の世界を志す。父とは5年の約束で、映画の仕事に就いていたが才能は伸びず、昭和3年の夏、監督になる夢を諦めて東京に帰る。その際、千代に求婚するも、女優を続けたい彼女から辞退される。
一度は実家に戻ったものの夢を諦めきれず、再び映画界に戻り自分の撮りたい映画の場所を探すなか、旅劇団で活動する百合子と再会し結婚。表現の場を舞台に移し活動するも、自分たちのやりたい演劇を続けようとするため特高警察に追われる身となる。昭和12年の末、天海家を訪れ千代と再会。天海宅滞在中に実家の父に親不孝を詫びる手紙を送り、百合子とソ連へ逃亡する。
片金平八（かたがね へいはち）
演 - 六角精児
「鶴亀撮影所」の所長。ふんどし姿で空手の型をする験担ぎを日課にしていることから、「カタキン所長」と呼ばれている。
千鳥とは昔から親しく、彼女を「チドリン」と呼んでいる。
守衛・守屋（もりや）
演 - 渋谷天外
「鶴亀撮影所」の守衛。孫の手を愛用。撮影所を去る千代から最後に自身の印象を聞かれて「忘れられへん女優さんや」と答える。
ジョージ本田（ジョージほんだ）
演 - 川島潤哉
「鶴亀撮影所」のアメリカ・ハリウッド帰りの映画監督。
女優に採用が決まった千代に「バンブー・ベロニカ」と芸名を付けようとするが、やんわり断られる。
撮影所に入ったばかりの千代について、片金とオーディションをして合格させるが、本音は大部屋女優で終わると予想する。村川に代わって『太陽の女 カルメン』を監督する。
ミカ本田（ミカほんだ）
演 - ファーストサマーウイカ
ハリウッド帰りの女優。ジョージの妻。百合子に代わって『太陽の女 カルメン』で主演の城戸愛子役を務める。
高瀬百々之助
演 - 佐藤太一郎
「鶴亀撮影所」の俳優。ジョージからは「ミスターチャンバラ」と称され、彼の作品で頻繁に主演を務めている。
小竹に代わって『太陽の女 カルメン』で主演の相手役を務める。
小竹英一
演 - 小堀正博
「鶴亀撮影所」の俳優。『太陽の女 カルメン』で相手役の百合子と、撮影半ばで駆け落ちする。
遠山弥生
演 - 木月あかり
大部屋女優。入所したばかりの千代に嫌味を発し意地悪をする。しかし自身の髪結が間に合わないピンチを救ってくれたことを機に、大部屋に千代の居場所を作ったり、出番を譲ったりと変化する。
自身の腰痛のせいもあって昭和3年の夏に解雇され、千代に「あんたは頑張り」の書き置きを残す。
川奈絹江
演 - 和泉
大部屋女優。金融恐慌による不景気のあおりで昭和3年時点では既に解雇。
小柳歌子
演 - 三原悠里
大部屋女優。昭和3年時点では既に解雇。
女優
演 - 星蘭ひとみ
樋口組の作品で、梅子役を演じる。
滝野川恵
演 - 籠谷さくら
昭和3年時点の幹部女優。鶴亀の大スポンサーである父親の力で、その地位になった。
梅澤麗子
演 - 星加莉佐
昭和3年時点の大部屋準幹部女優。
柳たつ子
演 - 湖条千秋
美髪部主任。
スタッフ
演 - 小川悦子
美髪部のスタッフ。
樋口仙一
演 - 上杉祥三
映画監督。撮影時には「ワンのツーの ほいさっさ！」とかけ声をしてからカメラを回す。
村川茂
演 - 森準人
映画監督。『太陽の女 カルメン』の当初の監督。
百合子の演技に、なかなかOKを出さなかったことから、彼女と何度も衝突する。
百合子主演の作品にこだわっていたことから、彼女が撮影を放棄した後は、自身も監督を降りる。
池内助監督
演 - F.ジャパン
小暮の先輩助監督。
撮影技師
演 - 浜口望海
撮影技師
演 - 中村大輝
照明技師
演 - 森本竜一
照明技師
演 - 山本禎顕

#### その他の京都の人々
口入屋
演 - 白山豊
京都に流れ着き仕事を探す千代に、カフェー「キネマ」を紹介する。
座本
演 - 多賀勝一
「京都三楽劇場」の座本。
質屋
演 - 上村厚文
昭和3年、テルヲが訪れた質屋の店主。
菊乃屋の女将
演 - ひろみどり
千之助から聞き出して、千代が一平と共に訪れた置屋の女将。
客
演 - 小松健悦
旅館「夕凪」の客。
吉田
演 - 高瀬川すてら
昭和26年、栗子の家の向かいの住民。
遠山
演 - 今村幸代
昭和26年、栗子の家の近隣住民。

### 放送関係者
花車当郎（はなぐるま あたろう）
演 - 塚地武雅
しゃべくり漫才で名を馳せる漫才師。昭和20年2月、一平と一緒にいた千代と出会い、即興の掛け合いで防空壕の中の人達を和ませる。昭和26年、ずっと気になっていた千代を、自身が藤森アタ五郎役で主演する4月4日放送開始のラジオドラマ『お父さんはお人好し』の相手・妻のチヨ子役として、希望し誘う。
モデルは、花菱アチャコ。
長澤誠（ながさわ まこと）
演 - 生瀬勝久
脚本家。千代と当郎が出演するラジオドラマを書く。
モデルは長沖一とされる。またオープニングのクレジットタイトルでは、資料提供に長沖の次男・長沖渉が名を連ねている。

#### 『お父さんはお人好し』の出演者
十二人の子供の名前は東海道本線の駅名から採られている（次女には駅名の漢字が入っていないが、大津（おおつ）→おつ→乙となっている）。熱子と豊子は双子である。
長女・京子役（中村律子）
演 - 大橋梓
次女・乙子役（根岸恵子）
演 - 辻凪子
長男・米太郎役（坂本浩二）
演 - 久保山知洋
次男・清二役（高森久作）
演 - 細田龍之介
三女・熱子役（永井美子）
演 - 淵上真如
四女・豊子役（水野和子）
演 - 三宅唯真
三男・浜三役（大月正雄）
演 - 久保田直樹
五女・静子役（島田祥子）
演 - 藤川心優
四男・沼吉役（松村和也）
演 - 新井元輝
五男・横之助
演 - 有村春澄
六女・品子
演 - 平田莉渚
七女・新子
演 - 松岡亜美
乙子の息子・一郎
演 - 髙田幸季
岸野為雄役
演 - 三好大貴
乙子の夫で、兵隊で大陸へ行ったきり音信不通だったが、第30回「1ダースのおかえりなさい」（1時間の拡大放送回）で帰還する。
スミ子役
演 - 西村こころ
清二の妻。
仲人・木村役
演 - 国木田かっぱ
清二とスミ子の仲人。
林田伸太郎
演 - 野田晋市
NHKアナウンサー。

#### NHK大阪中央放送局の人々
四ノ宮一雄
演 - 久保田悠来
NHK大阪中央放送局編成部。花車当郎や脚本家の長澤がお母ちゃん役に千代を推すなか、最後まで人気女優箕輪悦子を推す。
酒井光一
演 - 曽我廼家八十吉
NHK大阪中央放送局放送部文芸課の課長。ラジオドラマのプロデューサー。
富岡竜夫
演 - 川添公二
NHK大阪中央放送局放送部文芸課。ラジオドラマの演出を担当。
桜庭三郎
演 - 野村尚平
NHK大阪中央放送局放送部文芸課。ラジオドラマの演出助手。
当郎の依頼を契機に、知人に片っ端から聞き回った結果、行方不明だった千代の住居を突き止める。
同僚
演 - 美藤吉彦、中島崇博
酒井たちの同僚。

### 河内の人々
小林辰夫
演 - 烏川耕一
南河内の村で竹井家から30分ほど離れた農家の小林家主人。妻・きみ（演 - 吉野悦世）、母・ウメ（演 - 正司花江）、息子の勝太（演 - 湯田歩夢）、勝次（演 - 原知輝）、勝三（演 - 宮原心空）と暮らす。放任された千代とヨシヲを気遣い、卵を米と交換し、食事も与える。栗子の行いを聞いて憤慨するも、本人を目の前にすると何も言えない。
千代が道頓堀に奉公に出た後、竹かごを売りに行ったついでに千代を訪ね、テルヲたちが夜逃げしたことを伝える。
玉井先生
演 - 木内義一
千代が転入した小学校の男性教師。善良で、千代の嘘泣きにだまされ、勝次に弁当のおはぎを分け与えさせた。奉公に行く前挨拶に来た千代に「竹井さんは学校に行くことができなくてもそれが普通ですよ」と励ます。
峰岸社長
演 - 佐川満男
ガラス工場社長。毎年自分の屋敷で観賞用鶏の品評会を開いている。テルヲが育てた鶏の流星丸を一瞥しただけで落選させるが、千代が鳴き声がいいと売り込んだことと、千代の母が嘗て峰岸家の奉公人だったサエであることが判明し、温情で流星丸を買い取る。
彦爺
演 - 曽我廼家文童
山で遭遇した千代とヨシヲに、食パンの耳を豚の餌であると教え、後日、ヨシヲが探していた腹痛に効く薬草を届けに来る。
髪結い
演 - パピヨンズちよこ
駐在
演 - 海原かなた

### テルヲの関係者
赤松
演 - さけもとあきら
大正14年の借金取り。
青田
演 - 野村有志
大正14年の借金取り。
借金取り
演 - 多々納斉
昭和3年、取り立てに来て京都の質屋でテルヲを見つける。
借金取り
演 - 土平ドンペイ、川本三吉
昭和7年の借金取り。

### その他の人々
黒衣（くろご）
演 - 桂吉弥
本作のナレーション兼解説兼ツッコミ役を務める。本編や土曜日の「おちょやん第〇週（1週間総集編）」では黒衣を着た犬「黒衣犬」のアニメーションで登場する。
箕輪悦子（みのわ えつこ）
演 - 天海祐希
写真のみの出演。戦後の人気美人女優。ラジオドラマ『お父さんはお人好し』の企画段階では、当郎の相手役の有力候補となる。モデルは史実の上で、当初相手役を演じていた月宮乙女。
夕（ゆう）
演 - 板谷由夏
一平の母親。京都に旅館を多数持つ大地主の2代目に身請けされて、嵐山の旅館「夕凪」で女将を務める。
口入れ屋
演 - 藤吉雅人
「岡安」に千代を送る。
弁士
演 - 坂本頼光
活動弁士。
おやじ
演 - 隈本晃俊
橋の下で雨宿りをする少年期のヨシヲに、握り飯を差し出して拾った人物。桐島・依田・ヨシヲからは「おやじ」と称されている。神戸を拠点としている。
桐島
演 - ドヰタイジ
ヨシヲの兄貴分。
依田
演 - 梅林亮太
ヨシヲの兄貴分。
記者
演 - 粟島瑞丸
東京の一流演劇雑誌『演劇月報』の記者。
特高・荒木
演 - 千葉哲也
小暮と百合子を追う特別高等警察。
特高
演 - 村角ダイチ
荒木の部下。
特高
演 - 藤井颯太郎
荒木の部下。
特高
演 - 斎藤一登
荒木の部下。
小暮義淸
演 - 奥井隆一
小暮の父（回想）。
農家の嫁
演 - 岡部尚子
戦争末期、千代が物々交換で食べ物を求めに行った近隣の農家。
静子の父
演 - 中川浩三
職業は医者。
静子の母
演 - 八田麻住

## 劇中劇
人形の家
千代が初めて出会った演劇で、後に女優人生の礎となる作品。劇中では主役のノラを高城百合子が演じた。
正チャンの冒険
山村千鳥一座において公演。座員の薮内清子が台本を書き上げた。千代にとって初主演作となる。
手違い話
鶴亀家庭劇第1作。須賀廼家千之助による作品。医者の手違いで旦那と番頭の腕が付け替えられた喜劇。
マットン婆さん
須賀廼家千之助による作品。女中のお松こと「マットン婆さん」が主人の再婚話や相続争いに巻き込まれる喜劇。
若旦那のハイキング
天海一平が前座として書き上げた作品。恋に落ちた商売敵の家同士の男女が、ある思いを胸にデートに出かける人情劇。
丘の一本杉
2代目天海天海・千之助の共作。須賀廼家万太郎一座との勝負のために書き下ろされた。
人生双六
2代目天海天海による作品。松島寛治が出演。
お家はんと直どん
鶴亀新喜劇旗揚げ公演作。かつて恋仲だった直吉とテルが40年ぶりに再会する喜劇。千代が舞台復帰したときにも演じられた。
初代桂春團治
2代目天海天海が千代と離婚後に書き上げた作品。人気作となり鶴亀新喜劇の名をあげる。

## スタッフ
- 作 - 八津弘幸
- 脚本協力 - 吉田真侑子
- 音楽 - サキタハヂメ
- 主題歌 - 秦基博「泣き笑いのエピソード」（AUGUSTA RECORDS / UNIVERSAL MUSIC LLC） [92]
- 演出 - 梛川善郎、盆子原誠
- 制作統括 - 櫻井壮一、熊野律時
- プロデューサー - 村山峻平
- 副音声解説 - 山崎健太郎
- 語り（本編・『朝ドラ1週間・おちょやん第〇週（土曜日）』とも） - 桂吉弥

## 放送

### 通常放送時間
総合
- 本放送 月曜 - 土曜 8時 - 8時15分
- 再放送 月曜 - 土曜 12時45分 - 13時
- 土曜版再々放送 日曜 11時 - 11時15分

BSプレミアム・BS4K
- 本放送 月曜 - 土曜 7時30分 - 7時45分
- 再放送 月曜 - 金曜 23時 - 23時15分

0000000000000土曜 9時45分 - 11時 （1週間分）
土曜の本放送及び総合での再放送は1週間の振り返り（『朝ドラ1週間・おちょやん第○週』）。

### 放送日程
2020年9月28日から2021年3月26日までの放送予定であったが、感染症による収録中断で計画が遅延し、2020年11月30日から放送を開始し、当初の予定より2週短縮の2021年5月14日までの全115回放送となった。
前作の『エール』は6月29日から放送を休止して9月14日に再開、11月27日（土曜日の1週間振り返りも含めると同月28日）に放送終了した。
2020年12月28日から2021年1月1日と2021年1月2日の1週間振り返り回は年末年始特集編成のためいずれも放送休止。ただし、12月28日は本来の時間帯で「連続テレビ小説『おちょやん』よいお年を!」と題したミニ特番が放送された。
| 週                                                                        | 回        | 放送日                    | サブタイトル                   | 演出     | 週平均視聴率 |
| ------------------------------------------------------------------------- | --------- | ------------------------- | ------------------------------ | -------- | ------------ |
| 1                                                                         | 01 - 05   | 2020年11月30日 - 12月04日 | うちは、かわいそやない         | 梛川善郎 | 17.8%        |
| 2                                                                         | 06 - 010  | 12月07日 - 12月11日       | 道頓堀、ええとこや〜           | 梛川善郎 | 18.2%        |
| 3                                                                         | 011- 015  | 12月14日 - 12月18日       | うちのやりたいことて、なんやろ | 梛川善郎 | 18.2%        |
| 4                                                                         | 016- 020  | 12月21日 - 12月25日       | どこにも行きとうない           | 盆子原誠 | 18.0%        |
| 5                                                                         | 021- 025  | 2021年01月04日 - 01月08日 | 女優になります                 | 梛川善郎 | 17.5%        |
| 6                                                                         | 026- 030  | 01月11日 - 01月15日       | 楽しい冒険つづけよう！         | 盆子原誠 | 17.9%        |
| 7                                                                         | 031- 035  | 01月18日 - 01月22日       | 好きになれてよかった           | 大嶋慧介 | 18.0%        |
| 8                                                                         | 036- 040  | 01月25日 - 01月29日       | あんたにうちの何がわかんねん！ | 盆子原誠 | 17.6%        |
| 9                                                                         | 041- 045  | 02月01日 - 02月05日       | 絶対笑かしたる                 | 梛川善郎 | 17.8%        |
| 10                                                                        | 046- 050  | 02月08日 - 02月12日       | 役者辞めたらあかん！           | 中泉慧   | 17.4%        |
| 11                                                                        | 051- 055  | 02月15日 - 02月19日       | 親は子の幸せを願うもんやろ？   | 大嶋慧介 | 17.6%        |
| 12                                                                        | 056- 060  | 02月22日 - 02月26日       | たった一人の弟なんや           | 盆子原誠 | 17.4%        |
| 13                                                                        | 061- 065  | 03月01日 - 03月05日       | 一人やあれへん                 | 梛川善郎 | 18.1%        |
| 14                                                                        | 066- 070  | 03月08日 - 03月12日       | 兄弟喧嘩                       | 小谷高義 | 16.9%        |
| 15                                                                        | 071- 075  | 03月15日 - 03月19日       | うちは幸せになんで             | 梛川善郎 | 16.9%        |
| 16                                                                        | 076- 080  | 03月22日 - 03月26日       | お母ちゃんて呼んでみ           | 盆子原誠 | 16.8%        |
| 17                                                                        | 081- 085  | 03月29日 - 04月02日       | うちの守りたかった家庭劇       | 原田氷詩 | 16.6%        |
| 18                                                                        | 086- 090  | 04月05日 - 04月09日       | うちの原点だす                 | 小谷高義 | 16.5%        |
| 19                                                                        | 091- 095  | 04月12日 - 04月16日       | その名も、鶴亀新喜劇や         | 梛川善郎 | 15.9%        |
| 20                                                                        | 096 - 100 | 04月19日 - 04月23日       | 何でうちやあれへんの？         | 盆子原誠 | 16.3%        |
| 21                                                                        | 101 - 105 | 04月26日 - 04月30日       | 竹井千代と申します             | 梛川善郎 | 17.7%        |
| 22                                                                        | 106 - 110 | 05月03日 - 05月07日       | うちの大切な家族だす           | 佐原裕貴 | 17.0%        |
| 23                                                                        | 111 - 115 | 05月10日 - 05月14日       | 今日もええ天気や               | 梛川善郎 | 18.4%        |
| 期間平均視聴率：17.4%（ビデオリサーチ調べ、関東地区・世帯・リアルタイム） |           |                           |                                |          |              |

### 年末年始以外での放送休止・時間変更
- 2020年12月20日の総合での第3週ダイジェスト再々放送は、10時5分 - 11時54分に『女子第32回 全国高校駅伝』中継を放送のため、休止。
- 2021年2月14日の総合での第10週ダイジェスト再々放送は、11時 - 11時20分に『ニュース「福島・宮城で震度6強」関連』を放送のため、休止。
- 2021年2月28日の総合での第12週ダイジェスト再々放送は、9時5分 - 11時54分に『第76回びわ湖毎日マラソン』中継を放送のため、休止。
- 2021年3月7日の総合での第13週ダイジェスト再々放送は、『日曜討論』の放送時間拡大（9時 - 10時10分）に伴う特別編成のため、5分繰り下げ（11時5分- 11時20分）。
- 2021年3月21日・28日の総合での第15・16週ダイジェスト再々放送は当初、10時5分 - 11時54分に『第93回選抜高校野球大会』中継[注 20]を放送のため休止の予定だったが、両日とも大会が雨で全試合中止となったため、急遽雨傘番組扱いで放送された[注 21]。
- 2021年4月1日（第84回）の総合での再放送は、12時30分から『第93回選抜高校野球大会・決勝「東海大相模×明豊」』中継を放送のため、30分繰り上げ（12時15分 - 12時30分）て放送された。

## エンディング
「わたしの晴れ舞台」として募集した発表会、学園祭、結婚式など自分や家族が輝く「晴れ舞台」の写真を、週間総集編を送る土曜を含め各回のエンディングで紹介した（週間総集編の最終回のみ、「鶴亀新喜劇」メンバーの集合写真であった）。
『ドラマ名』　終　制作・著作　NHK(大阪)の表示は、現時点で同作品が最後となっている。

## 反響・評価
- 同じく演芸の世界を描いた、3年前の連続テレビ小説第97作『わろてんか』（NHK大阪放送局制作で第33作『心はいつもラムネ色』も吉本興業関係者がモチーフ）とは、時代設定も近く類似点比較がなされた[118][119]。
- 千代が『人形の家』の台詞を口にすることで自らを奮い立たせたシーンが大きな反響を呼んだ[120]。

### 視聴率
- 初回視聴率は18.8％、最終回視聴率は18.4％を記録した（ビデオリサーチ調べ）。初回視聴率の20％割れは2017年度前期『ひよっこ』以来であり、最終回視聴率の20％割れは2016年度後期『べっぴんさん』以来となった[121][116]。また、番組最高視聴率が2021年3月5日放送第65回の18.9％と、単独での最高視聴率が20％を下回ったのも2009年度前期『つばさ』以来となった。このように一度も20％超えの回がないなど、これまでの作品と比べて大幅に視聴率が低迷した（後述）[122]。平均視聴率は17.4％であった[116]。

### 視聴率に関する評価
- 2021年4月21日付夕刊フジは、視聴率が苦戦した原因として「セリフで使われる河内弁が朝からどぎつかった」とし、「主役の千代を演じる杉咲花の圧倒的な演技力が批判を封じ込めた」と高評価を報じた[123]。
- コラムニストの木村隆志は、世帯視聴率については、コロナ禍により番組スタートが12月まで遅れたことや、慌ただしい時期でのNHKのPR不足など不利が重なったこと、そんなスタート時の世帯視聴率の低さをメディアが連日報じて追い打ちをかけたことが低迷に繋がったと分析。視聴者の反応を気にした無難な形を選ばず「重苦しいシーンから逃げない」表現や、視聴者の予想を超えた八津弘幸の脚本内容、視聴者の多くが杉咲の演じる千代に感情移入し幸せを願い好評されているとし、録画機器の発達や番組同時配信アプリ『NHKプラス』の開設によりリアルタイム視聴が減る中での世帯視聴率の数字に意味はないだろうと見解した[124]。
- コラムニストの堀井憲一郎は、ドラマ支持者が伸びなかった原因として、大阪の地名が「道頓堀」しか登場しないなど土地勘が欠落し、地元の関西人の心を掴めなかったと推察した[125]。
- 作家で五感生活研究所代表の山下柚実は、2月11日の第49回の時点までにおいての低視聴率の原因として、ドラマの制作者や役者たちが楽しんでドラマを作り上げる「熱」のようなものは伝わってくるが、受け取る視聴者側との間にどこか溝があり、場面が盛り上がる程視聴者の熱が引いている「ミスマッチ」が起きていること。杉咲花の芝居が一本調子でまくし立てたり啖呵を切っている印象が強い様子と分析した[126]。その一方、終盤では「回を追うごとに独特のドラマ世界に引き込まれ、NHK朝ドラの中でも突出した出来栄えの作品になるであろう」、「きちんと刻むように人物を描き上げた。人生の複雑さ苦さを生きる力に転嫁した「大人のドラマ」として凛然と輝き、NHK朝ドラの歴史に確かな足跡を残した」とも評価している[127]。

## その他
本作に登場する芝居茶屋「岡安」、芝居茶屋から楽器店兼喫茶店に転身する「福富」、シズとみつえが戦後に開業するうどん店「岡福」は、道頓堀に実在するうどん店「今井」がモデルとされている。

## 関連商品
ドラマガイド（NHK出版）
- NHKドラマガイド 連続テレビ小説「おちょやん」 Part1（2020年11月27日、ISBN 978-4-14-923593-6）
- NHKドラマガイド 連続テレビ小説「おちょやん」 Part2（2021年02月27日、ISBN 978-4-14-923594-3）

楽譜（NHK出版）
- 連続テレビ小説 おちょやん 泣き笑いのエピソード （作詞・作曲 秦基博、2020年12月16日、ISBN 978-4-14-055403-6）